# Schweizer Truppen in französischen Diensten für das Königshaus der Bourbonen 1589–1792
1602 erneuerte Heinrich IV., 1589 als erster Bourbone König von Frankreich geworden, den Vertrag von 1582 mit den Eidgenossen seines Vorgängers, dem letzten Valois Heinrich III., über die Schweizer Truppen in französischen Diensten für die Bourbonen um weitere 50 Jahre.
28 Schweizer Truppen dienten den Bourbonen von 1589 bis 1792, die Hugenottenkriege zu beenden, im Spanischen Erbfolgekrieg dem Haus Habsburg den spanischen Thron zu entreissen, die absolute Monarchie als Zentralstaat einzuführen, eine aggressive Expansionspolitik zu betreiben, im Amerikanischen Unabhängigkeitskrieg mitzuwirken und das Territorium Frankreichs bis an den Rhein auszudehnen.
1616 entstand mit dem Schweizer Garde-Regiment die zweite stehende Einheit, und ab 1672 wurden auch alle anderen Schweizer Truppen in französischen Diensten zu ständigen Regimentern. 1793 konnten sie die Hinrichtung von Ludwig XVI., dem letzten Bourbonen des «Ancien Régime», nicht verhindern. 1792, bereits ein Jahr vorher, waren die Schweizer Regimenter und die Leibgarde der «Hundertschweizer» von der Nationalversammlung entlassen und das Schweizer Garde-Regiment in den Revolutionswirren fast vollständig aufgerieben worden.
Das Bündnis wurde durch die Bourbonen immer wieder erneuert, auch nach der Revolutions- und der napoleonischen Epoche in der Restaurationszeit. Es machte Frankreich für Jahrhunderte zum wichtigsten Vertragspartner der Eidgenossen und diente auch als Vorlage für die Verträge, die im Verlaufe der Zeit mit anderen, nichtfranzösischen Vertragspartnern abgeschlossen wurden.
Schweizer Truppen in fremden Diensten hiess der von Behörden der Schweizer Eidgenossenschaft mit Staatsverträgen geregelte Solddienst von geführten, ganzen Truppenkörpern im Ausland.
Diese Verträge enthielten ein Kapitel, das die militärischen Angelegenheiten regelte: die sogenannte Kapitulation (oder Privatkapitulation, wenn einer der Vertragspartner ein privater Militärunternehmer war).

## Übersicht der Schweizer Truppen in französischen Diensten während der Herrschaft des Hauses Bourbon des Ancien Régime
| König Heinrich IV. 1589–1610                                       |                             |                               |
| #fra                                                               | Bezeichnung                 | Jahr                          |
| 43                                                                 | Hilfskorps Heinrich         | 1589–1590                     |
| 44                                                                 | Hilfskorps Mayenne          | 1589–1590                     |
| 45                                                                 | Hilfskorps Garde            | 1598–1616                     |
| 46                                                                 | Hilfskorps «Ostereierkrieg» | 1606                          |
| 47                                                                 | Hilfskorps Niederlande      | 1610                          |
| König Ludwig XIII. 1610–1643 Maria von Medici / Kardinal Richelieu |                             |                               |
| 48                                                                 | Hilfskorps Medici           | 1614–1616                     |
| 49                                                                 | Schweizer Garde-Regiment    | 1616–1792 1815–1830           |
| 50                                                                 | Hilfskorps Piemont          | 1629                          |
| 51                                                                 | Hilfskorps Lothringen       | 1630                          |
| 52                                                                 | Hilfskorps Veltlin          | 1635–1636                     |
| 53                                                                 | Hilfskorps Lothringen       | 1635                          |
| 54                                                                 | Hilfskorps Flandern         | 1635                          |
| 55                                                                 | Hilfskorps Picardie         | 1639–1641                     |
| 56                                                                 | Hilfskorps Weimar           | 1639–1648                     |
| 57                                                                 | Hilfskorps Richelieu        | 1641–1648 1641–1650 1641–1653 |

| König Ludwig XIV. 1643–1715 Anna von Österreich / Kardinal Mazarin    | |                |
| #fra                                                                  | Bezeichnung | Jahr           |
| 58                                                                    | Regiment von Erlach                                                                                                   | 1671–1792      |
| 59                                                                    | Regiment Stuppa, der Ältere                                                                                           | 1672–1792      |
| 60                                                                    | Regiment von Salis | 1672–1792      |
| 61                                                                    | Regiment Pfyffer | 1672–1792      |
| 62                                                                    | Regiment Greder | 1673–1792      |
| 63                                                                    | Regiment Stuppa, der Jüngere                                                                                          | 1677–1792      |
| 64                                                                    | Regiment Salis-Soglio                                                                                                 | 1690–1792      |
| 65                                                                    | Regiment de Courten                                                                                                   | 1690–1792      |
| 66                                                                    | Hilfskorps Spanien | 1702–1715      |
| König Ludwig XV. 1715–1774 Philippe II. von Orléans / Kardinal Fleury | |                |
| 67                                                                    | Marine-Infanterie-Regiment Karrer                                                                                     | 1719–1763      |
| 68                                                                    | Regiment von Travers                                                                                                  | 1734–1792      |
| 69                                                                    | Regiment Lochmann | 1752–1792      |
| 70                                                                    | Regiment von Eptingen                                                                                                 | 1758–1792      |
| 0                                                                     | Schweizergarden der Prinzen - Compagnie des Suisses de Monsieur - Compagnie des Suisses de Monsieur le comte d’Artois | 1771/1773–1792 |
| König Ludwig XVI. 1774–1793                                           | |                |

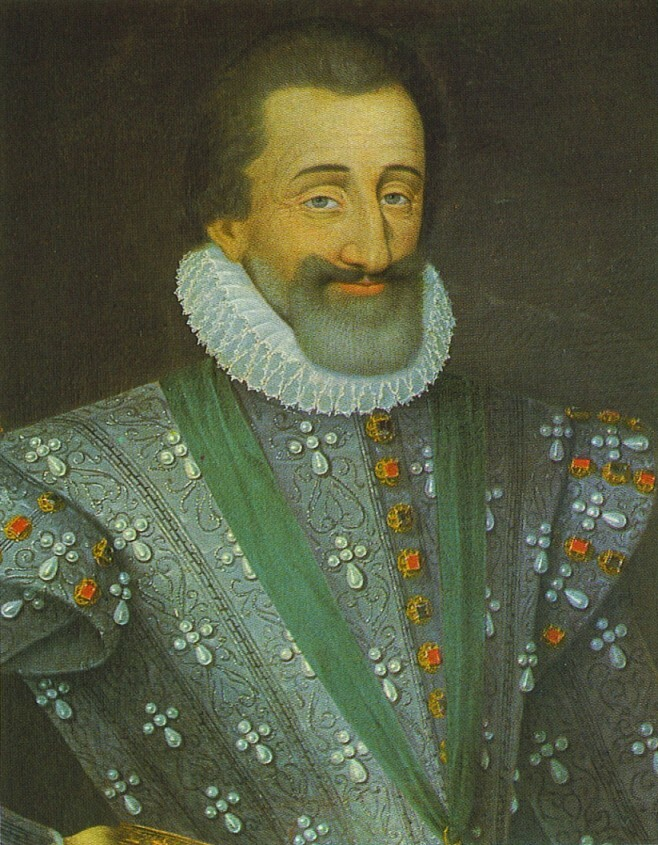
Heinrich IV.
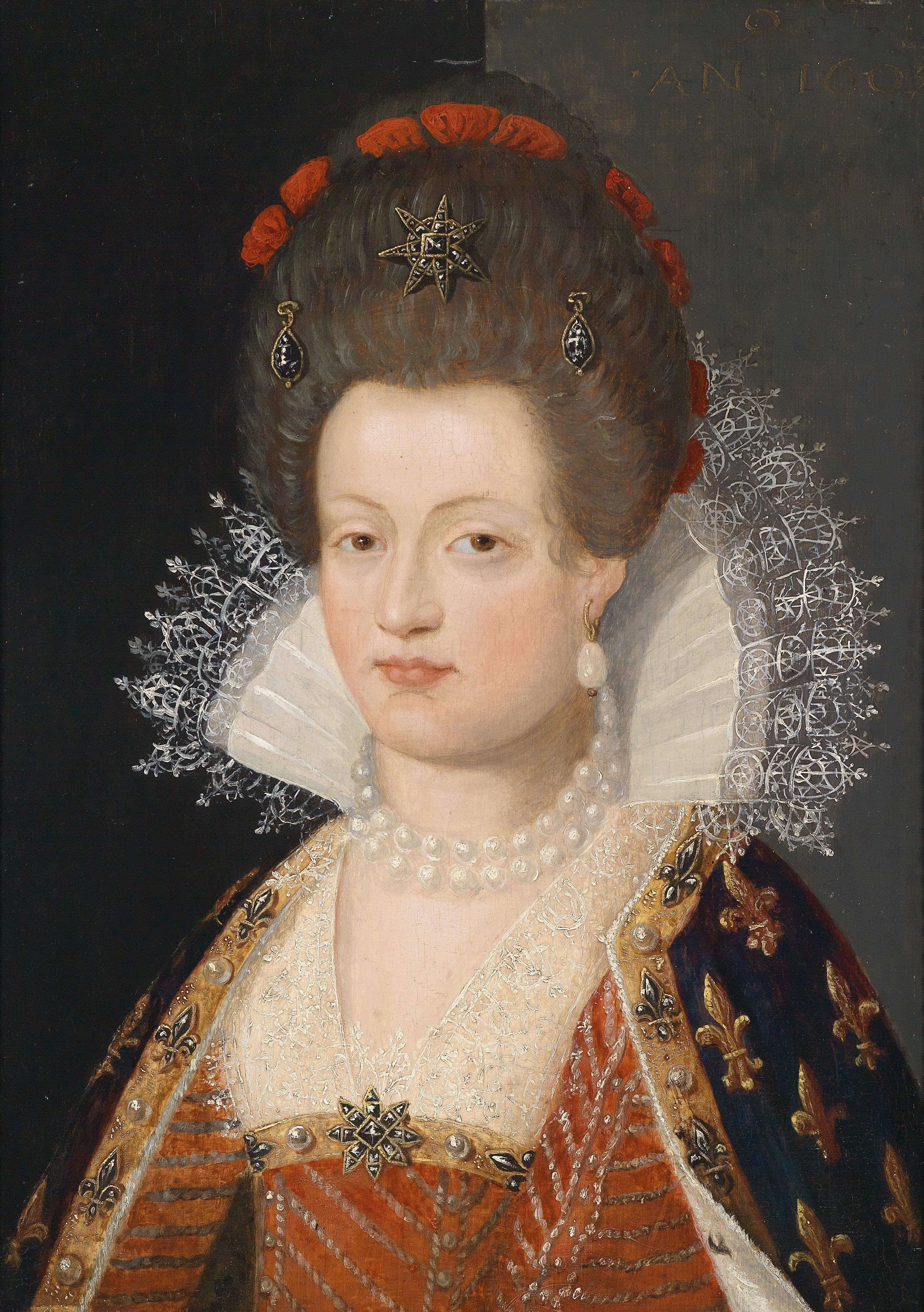
Maria von Medici
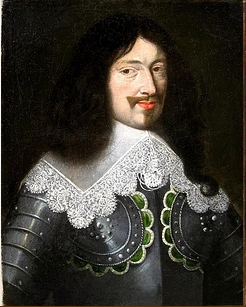
Ludwig XIII.
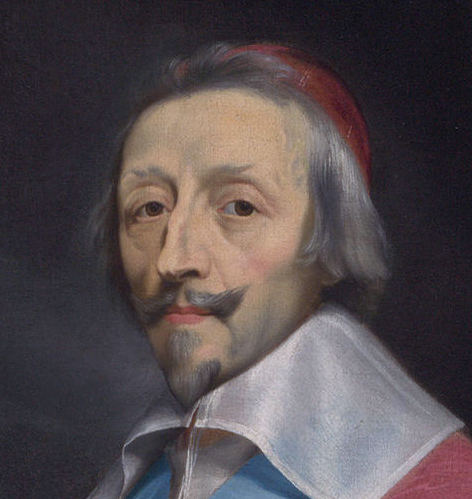
Richelieu
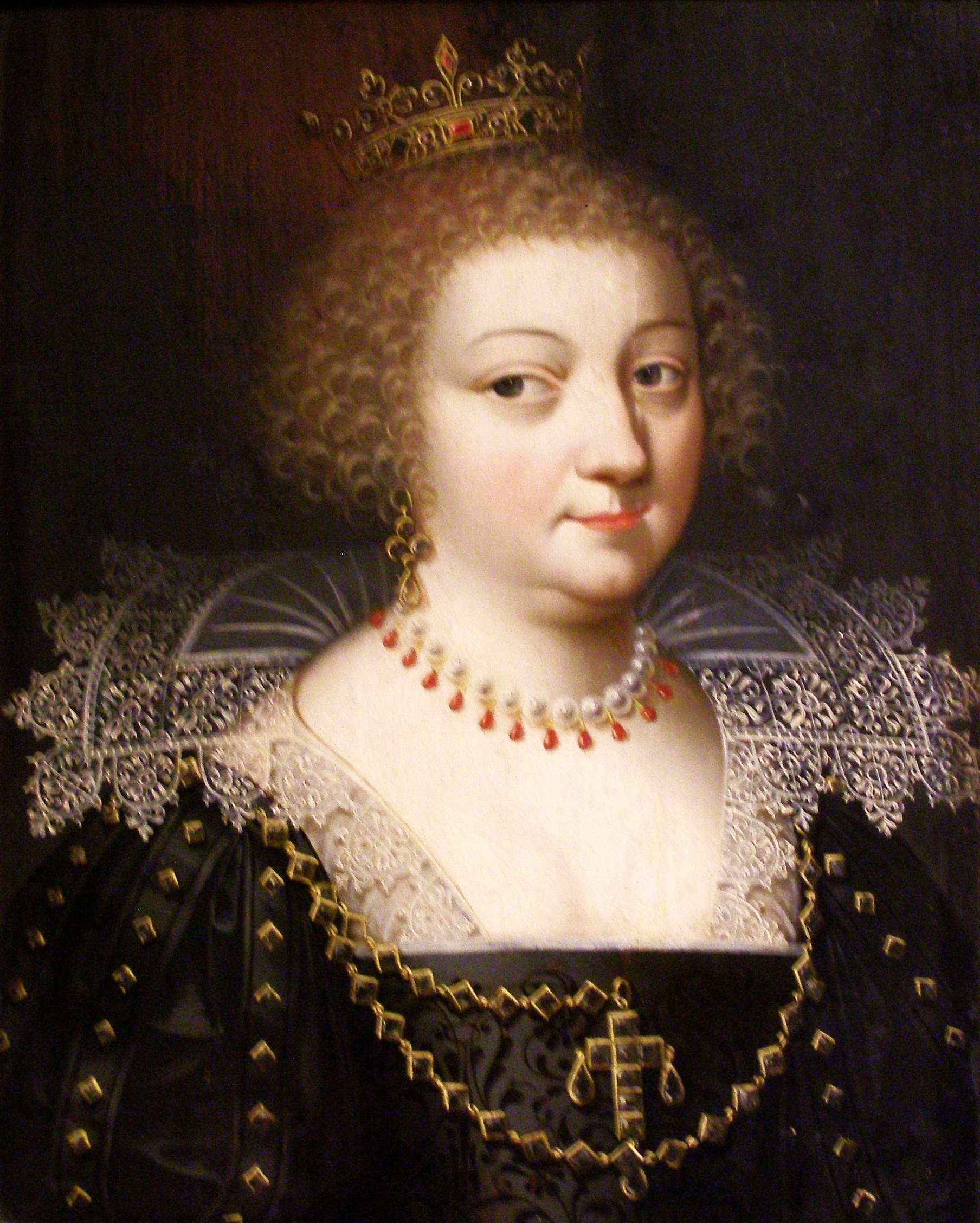
Anna von Österreich
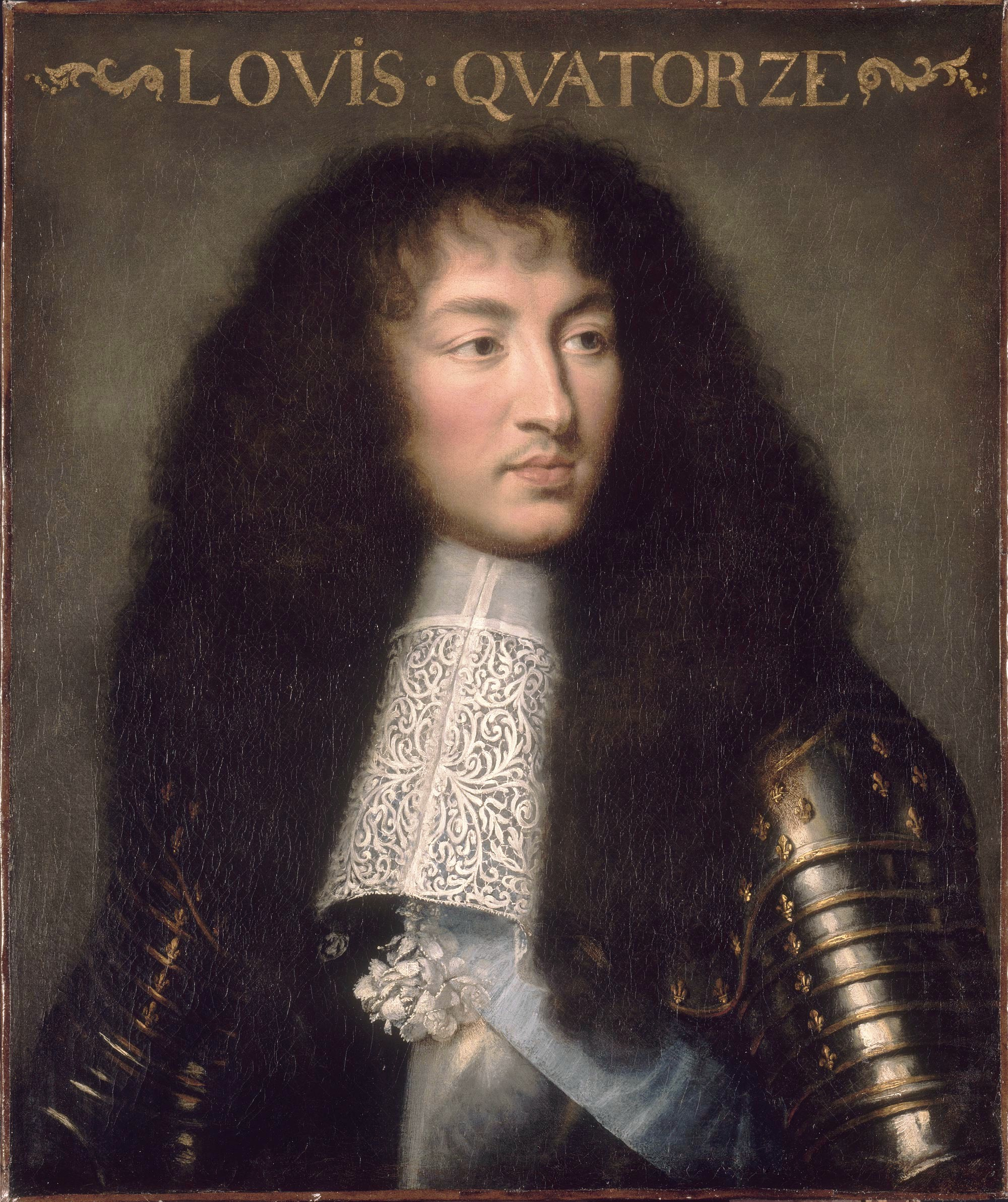
Ludwig XIV.
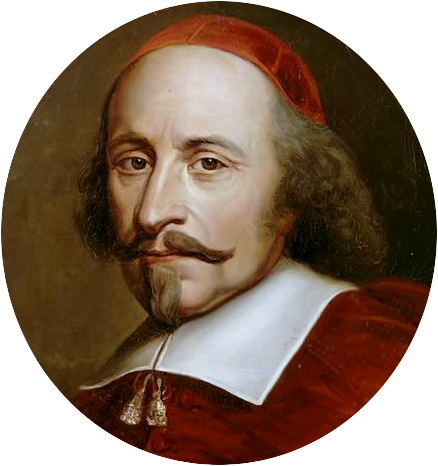
Mazarin
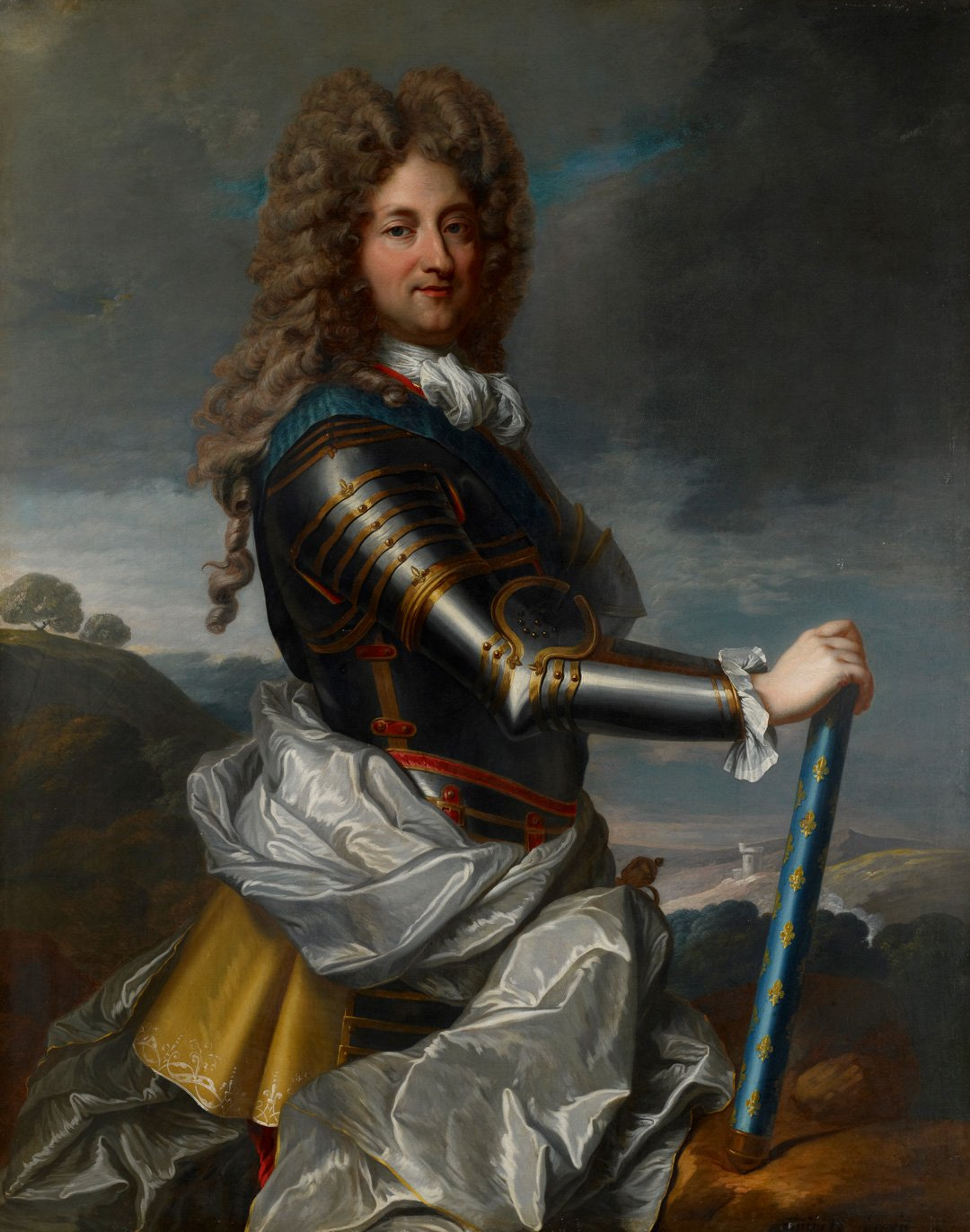
Philippe II. von Orléans
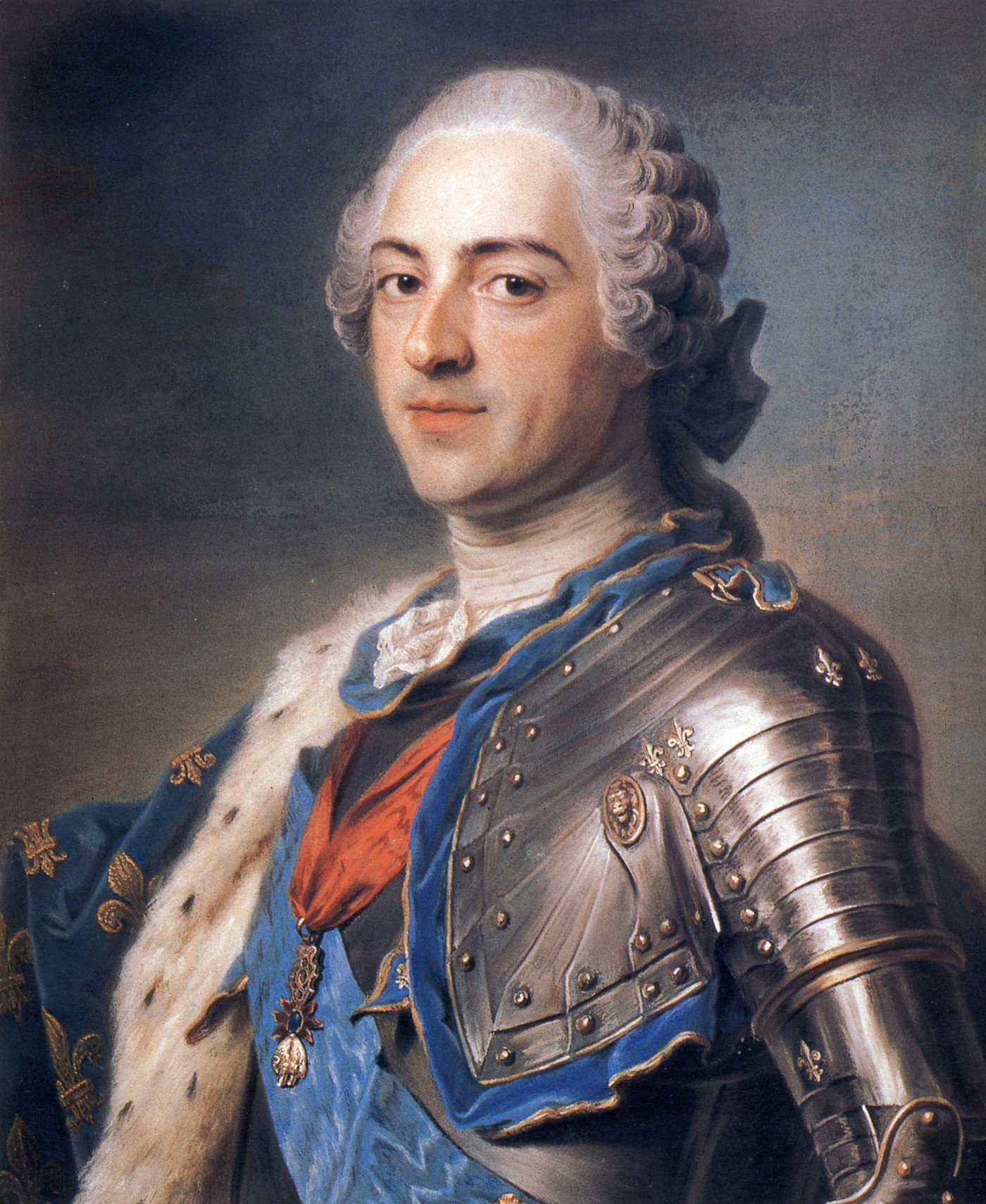
Ludwig XV.
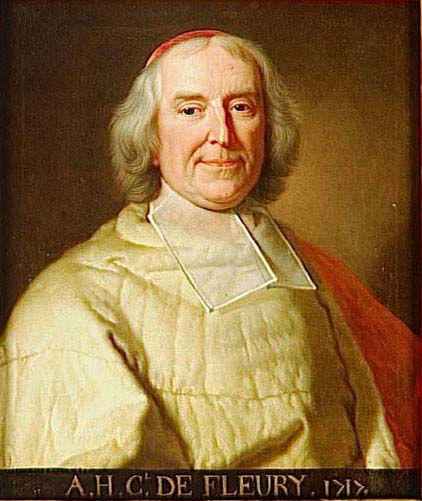
Fleury
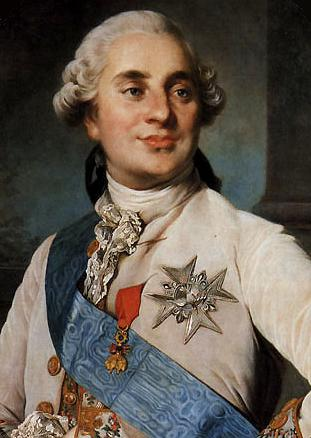
Ludwig XVI.

## Steigbügelhalter des Königs in den Hugenottenkriegen von 1589 bis zum Edikt von Nantes 1598
1589, nach der Ermordung des französischen Königs Heinrich III., des letzten Valois, war der Bourbone Heinrich III. von Navarra der Erste Prinz von Geblüt und somit dessen legitimer Nachfolger.
1572 war er König von Navarra geworden, Hochburg und Rückzugsgebiet der Hugenotten. Im selben Jahr heiratete er Margarethe von Valois, die katholische Schwester des amtierenden französischen Königs Karl IX. Dieser Versöhnungsversuch der französischen Königinmutter, Katharina von Medici, zur Überwindung der Glaubensspaltung eskalierte mit der Ermordung des Protestantenführers Admiral Coligny in der Bartholomäusnacht beinahe zum vollständigen Untergang der Hugenotten. Vor die Wahl gestellt, entweder am Galgen oder in der Bastille zu enden, entschied sich Heinrich für den Übertritt zum Katholizismus und wurde zum Staatsgefangenen. Nach drei Jahren gelang ihm die Flucht. Er legte den katholischen Glauben wieder ab und trat an die Spitze der führerlosen Hugenotten, was ihm 1585 die Exkommunikation durch Papst Sixtus V. eintrug.
Gleich erging es 1588 dem französischen König Heinrich III., der den Anführer der antihugenottischen Heiligen Liga und der katholischen Adelsopposition gegen den König, Heinrich von Guise, von seiner Leibgarde hatte ermorden lassen, was letztlich 1589 zu seinem eigenen gewaltsamen Tod führte.
Sein Nachfolger Heinrich IV. war anfangs umstritten, hatte das Gros der grossen Städte und des katholischen Adels gegen sich und wurde vom Grossteil der königlichen Armee verlassen. Die Schweizer seines Vorgängers bildeten nun mehr als die Hälfte seiner Truppen. Er zog sich vor dem kräftemässig deutlich überlegenen Heer der Heiligen Liga unter dem Herzog von Mayenne vorerst an die Atlantikküste zurück.
Nach längeren Kämpfen mit den von den spanischen Habsburgern unterstützten Katholiken konnte er, mit der Hilfe Englands Elisabeth I., der Niederlande und mehrmals mit seinen Schweizer Truppen in der Schlüsselrolle (Schlachten von Arques und bei Ivry), erst 1594, nachdem er sich im Jahr zuvor wieder zum Katholizismus bekannt hatte, als König Heinrich IV. von Frankreich und Navarra in Paris einziehen.
Die eidgenössischen Behörden, mit der eigenen Glaubensspaltung beschäftigt, konnten sich lange nicht auf eine gemeinsame Haltung einigen. Die protestantischen Orte waren auf der Seite der Hugenotten und des offiziellen Königs. Die katholischen Orte jedoch schwankten zwischen Heinrich IV. und der Heiligen Liga. Der Kampf von Schweizer Truppen gegeneinander in feindlichen Lagern konnte nur mit Glück vermieden werden, bis sich Heinrich IV. schliesslich durchgesetzt hatte.
Er versöhnte sich sowohl mit dem Oberhaupt der Heiligen Liga als auch mit dem spanischen Königshaus und vereinigte Frankreich durch die Vertreibung des Herzogs von Savoyen aus der Provence sowie die Unterwerfung der Bretagne. Seinem Finanzminister, dem Herzog von Sully, gelang es dann, den französischen Staatshaushalt zu sanieren und Frankreich zu einem bemerkenswerten Aufschwung zu verhelfen.
1598 erliess Heinrich IV. das Edikt von Nantes, das den Hugenotten weitgehende Rechte gewährte. Dies war seine grösste politische Entscheidung und beendete die Hugenottenkriege. 1600 heiratete er Maria von Medici, die damals reichste Erbin des europäischen Kontinents, nachdem seine Ehe mit Margarethe von Valois wegen Kinderlosigkeit (trotz beiderseits zahlreicher Affären!) vom Papst als ungültig erklärt worden war. Im folgenden Jahr kam der Dauphin Ludwig in Fontainebleau zur Welt.
1602 wurde in Solothurn das Bündnis seines Vorgängers für Schweizer Truppen als gegenseitiger Nichtangriffspakt erneuert (ohne Zürich, das dem Bündnis erst 1513 beitrat) und in Paris feierlich beschworen. Der König versprach, die Eidgenossen vorab über Kriegserklärungen und Friedensschlüsse zu informieren und ihren Feinden keinen Durchpass zu gewähren. Die Vertragsdauer war auch auf die Lebenszeit des Dauphins ausgedehnt.
1610 erlag Heinrich IV. in den Strassen von Paris einem Attentat (dem insgesamt achtzehnten Versuch!).
| Bezeichnung, Einsatzdauer         | (43fra) Hilfskorps Heinrich 1589–1590/1598 |
| Jahr, Vertragspartner             | 1589, Heinrich IV., basierend auf der Kapitulation seines Vorgängers Heinrich III. im gleichen Jahr: Die Kompanien waren mit 300 Mann festgelegt worden, davon mindestens 40 Mann mit Büffelkoller (Weste aus schwerem Leder, Vorgängerin der heutigen Sicherheitsweste), 30 Büchsenschützen, 15 Musketiere und 200 Pikeniere. |
| Bestand, Formation                | Die Reste der fünf Schweizer Truppen seines Vorgängers, in den folgenden Jahren ergänzt mit neuen eidgenössischen Zuzügen: - 1590 Regiment Grissach: 1'500 Mann mit 5 Kompanien von 300 Mann (diejenige des Obersten befehligte Sohn Petermann Grissach, eine zweite Hauptmann Wilhelm Tugginer, die dritte Solothurner Kompanie unterstand den Hauptleuten Rudolf Grimm und dem aus Ulm gebürtigen, zwei Jahre zuvor eingebürgerten Abraham Kreuzer. Dazu kamen eine Bündner Kompanie unter Herkules Regett von Thusis und eine aus Appenzell unter Konrad Bildstein, obwohl der Appenzeller Rat alle seine Hauptleute zurückberufen hatte); - 1590 Regiment Diesbach: 2'100 Mann mit 7 Kompanien von 300 Mann, 1591 um 3 Kompanien erhöht (und durch Bern finanziert!); - 1591 Regiment von Lanthen: 1'500 Mann mit 5 Kompanien von 300 Mann. |
| Herkunft Kader, Truppe            | Aus protestantischen und katholischen Orten der Eidgenossenschaft. |
| Besitzer, Kommandant, Namensgeber | 1589: - 1. Ludwig von Erlach aus Bern, bis 1590; - 2. Ludwig Wichser, Landammann von Glarus, bis 1598; - 3. Lorenz Aregger, Pannerherr aus Solothurn, bis 1590; - 4. Hartmann von Hartmannis aus Parpan, Landammann der Gerichtsgemeinde Churwalden, bis 1590; - 5. Kaspar Gallati aus Glarus, bis 1590. 1590: - 6. Balthasar von Grissach von Solothurn, bis 1598; - 7. Johann Jakob von Diesbach aus Bern, bis 1598. 1591: - 8. Johann von Lanthen-Heid aus Freiburg, bis 1598. |
| Einsatz, Ereignisse               | Der König verfügte 1589 vorerst an Schweizer Truppen über die Truppenteile, mit denen Nicolas de Harlay de Sancy seinem Vorgänger Heinrich III. aus Savoyen zu Hilfe geeilt war. Er schickte davon Marschall Jean VI. von Aumont mit Wichser in die Picardie sowie den Herzog von Longueville, Heinrich I., mit Hartmannis in die Champagne aus, um Royalisten zu sammeln. Mit 7'000 Mann, mehr als die Hälfte davon die restlichen Schweizer unter Marschall von Biron, zog er sich vor Mayennes 30'000 Mann an die Atlantikküste in die Normandie zurück. Dort begann er sofort auf dem Hügel von Arques bei Dieppe die Befestigungen zu verstärken und sich vorzubereiten, vom Meer her allfällige englische Verstärkungen aufzunehmen. Ein Täuschungsmanöver der protestantischen deutschen Landsknechte Mayennes in der Schlacht von Arques 1589, die vorgaben, desertieren zu wollen und von den gutgläubigen Solothurnern Areggers aufgenommen wurden, führte nicht zum Erfolg, allerdings zu grossen Verlusten von Aregger. Ein vom König persönlich geführter Gegenangriff, nach einer Attacke der spanischen Kräfte der Heiligen Liga auf die von Gallati geschützte königliche Artillerie, brachte die Wende. Als dann am Horizont die Unterstützungstruppe der englischen Königin Elisabeth I. auftauchte und Aumont und Longueville mit Verstärkungen aus der Provinz anrückten, brach Mayenne den Kampf ab und zog sich zurück. König Heinrich IV. hatte den ersten Sieg davongetragen und verfügte nun wieder über mehr als 20'000 Mann, war aber nicht in der Lage, seine Truppen zu bezahlen. Er entliess bei Wintereinbruch das Gros des Regiments Gallati, das von Balthasar von Grissach in die Schweiz zurückgeführt wurde. Gallati selber und seine Oberstenkompanie behielt er als seine Leibgarde zurück. Grissach kehrte im nächsten Frühjahr mit einer Truppe von 1'500 Mann zurück, und Bern entsandte neu 2'100 Mann mit Johann Jakob von Diesbach. In der Schlacht bei Ivry 1590 setzte sich wiederum Heinrich IV. gegen eine Übermacht der Liguisten durch. Im Zentrum seines Heeres standen die Schweizer Regimenter, links Grissach und Aregger unter Biron und rechts mit Wichser und Hartmannis unter Montpensier, schliesslich nur noch den Schweizern von Mayenne (Pfyffer und Beroldingen) gegenüber. Ihre Fürsprache veranlasste Heinrich IV., beiden eine ehrenvolle Kapitulation zu gewähren, der so die drohende Direktkonfrontation vermied. An der folgenden Blockade von Paris waren vor allem Grissach, von Lanthen, Aregger und Diesbach engagiert. Die beiden letzteren wurden wegen Geldmangels der Krone Ende 1590 zusammen mit Hartmannis entlassen. Grissach, Erlach und von Lanthen marschierten 1594, nach dem erneuten Übertritt Heinrichs IV. zum Katholizismus im Vorjahr, zusammen mit dem König in Paris ein. Es folgten weitere Gefechte mit den Truppen der spanischen Habsburger im Norden und Süden Frankreichs, bis die gegenseitige Erschöpfung der Mittel den Krieg beendete. Nach dem Frieden von Vervins 1598 wurden alle vier Schweizer Truppen abgedankt. Die ausbleibenden Soldzahlungen brachten die Regimentsbesitzer in erhebliche persönliche finanzielle und politische Schwierigkeiten und veranlassten die eidgenössischen Behörden zu vergeblichen Demarchen beim König. Dieser brauchte seine Mittel vor allem zur Gewinnung der skeptischen katholischen Städte und Adligen, was ihm auch gelang. Einzelne Schweizer Offiziere wurden mit Ehrentiteln abgespeist. Drei Regimentskommandanten konnten mit ihren Oberstenkompanien wenigstens als königliche Garde weiter im Dienst verbleiben. |

| Bezeichnung, Einsatzdauer         | (44fra) Hilfskorps Mayenne 1589–1590 | |
| Jahr, Vertragspartner             | 1589, Ludwig Pfyffer, Schultheiss von Luzern (genannt «Schweizerkönig»), mit Pierre de La Motte-Real, Gesandter des Herzogs von Mayenne und der Heiligen Liga bei den katholischen Kantonen, gegen den Willen der eidgenössischen Behörden. Pfyffer hatte de La Motte vorher bereits die Anwerbung von 6'000 Söldnern für die Heilige Liga bewilligt. | 1589, Ludwig Pfyffer, Schultheiss von Luzern (genannt «Schweizerkönig»), mit Pierre de La Motte-Real, Gesandter des Herzogs von Mayenne und der Heiligen Liga bei den katholischen Kantonen, gegen den Willen der eidgenössischen Behörden. Pfyffer hatte de La Motte vorher bereits die Anwerbung von 6'000 Söldnern für die Heilige Liga bewilligt. |
| Bestand, Formation                | 6'000 Mann in 2 Regimentern (1591 nochmals 1 Regiment von 3'000 Mann). | 6'000 Mann in 2 Regimentern (1591 nochmals 1 Regiment von 3'000 Mann). |
| Herkunft Kader, Truppe            | Aus den katholischen Orten Luzern, Uri, Schwyz, Zug und Unterwalden (Solothurn, als Sitz des französischen königlichen Botschafters, hatte Heinrich IV. als offiziellen König anerkannt und beteiligte sich nicht). (1591 soll Melchior Lussi, Landammann in Nidwalden, Mayenne nach der Schlacht bei Ivry nochmals 3'000 Mann, von Papst Sixtus V. finanziert, unter dem Kommando seines Neffen (Johann?) zugeführt haben. Die Truppe bestand aber mehrheitlich aus ausländischen Söldnern). | |
| Besitzer, Kommandant, Namensgeber | Die beiden Regimenter wurden ausgehoben von Ludwig Pfyffer und kommandiert von den Obersten Rudolf Pfyffer, seinem Bruder, aus Luzern und Sebastian von Beroldingen von Uri. | |
| Einsatz, Ereignisse               | Da Bern und Solothurn den Durchmarsch verweigerten, musste sich das Hilfskorps über den Gotthard, Savoyen und Bresse zu den Truppen Mayennes verschieben. In der Schlacht bei Ivry 1590 standen die beiden Regimenter schliesslich als einzige der katholischen Truppen standhaft auf dem Schlachtfeld, und zwar den königlichen Schweizer Truppen gegenüber. Die Direktbegegnung konnte vermieden werden, da der siegreiche Heinrich IV. auf Fürsprache der Kommandanten und Hauptleute der königlichen Schweizer, Pfyffer und Beroldingen eine ehrenvolle Kapitulation gestattete. Beide kehrten zurück in die Heimat. | |

| Bezeichnung, Einsatzdauer         | (45fra) Hilfskorps Garde 1598–1616 | (45fra) Hilfskorps Garde 1598–1616                                                                                 |
| Jahr, Vertragspartner             | 1598, König Heinrich IV. mit den Kommandanten und Genehmigung der betroffenen Orte Glarus, Solothurn und Freiburg. | 1598, König Heinrich IV. mit den Kommandanten und Genehmigung der betroffenen Orte Glarus, Solothurn und Freiburg. |
| Bestand, Formation                | 300 Mann in 3 Kompanien, je von 300 auf 100 Mann reduziert. | 300 Mann in 3 Kompanien, je von 300 auf 100 Mann reduziert.                                                        |
| Herkunft Kader, Truppe            | Drei Oberstenkompanien der 1598 abgedankten Schweizer Regimenter. | |
| Besitzer, Kommandant, Namensgeber | Die Kommandanten waren die Obersten Kaspar Gallati, Balthasar von Grissach und Johann (von Lanthen-) Heid. | |
| Einsatz, Ereignisse               | Neben den «Hundertschweizern» für die Sicherheit der Aussenbereiche des Standortes des Königs verantwortlich, kam die Garde nach dem Frieden von Vervins im Krieg in Savoyen zum Einsatz. 1610, bei der Vorbereitung eines Angriffs auf die Spanischen Niederlande zur Unterstützung der reformierten Fürsten im Heiligen Römischen Reich, begab der König sich in einer Kutsche zu einer Besprechung, ohne Begleitung durch seine Garde. Dabei wurde er in der Rue de la Ferronnerie von François Ravaillac erstochen. | |

| Bezeichnung, Einsatzdauer         | (46fra) Hilfskorps «Ostereierkrieg» 1606 | (46fra) Hilfskorps «Ostereierkrieg» 1606                                  |
| Jahr, Vertragspartner             | 1606, König Heinrich IV. mit den Eidgenossen gemäss dem Bündnis von 1602. | 1606, König Heinrich IV. mit den Eidgenossen gemäss dem Bündnis von 1602. |
| Bestand, Formation                | 6'000 Mann in 2 Regimentern. | 6'000 Mann in 2 Regimentern.                                              |
| Herkunft Kader, Truppe            | Aus der katholischen Eidgenossenschaft. |                                                                           |
| Besitzer, Kommandant, Namensgeber | Die Kommandanten waren die Obersten Kaspar Gallati aus Glarus und Niklaus von Praroman aus Freiburg. |                                                                           |
| Einsatz, Ereignisse               | Als das Hilfskorps in Frankreich anlangte, war der König mit seinem Widersacher, dem Herzog von Bouillon, bereits wieder im Reinen. Die Truppe war im Mai, nach drei Monaten, schon wieder zurück, und der Feldzug erhielt den Namen «Ostereierkrieg». |                                                                           |

| Bezeichnung, Einsatzdauer         | (47fra) Hilfskorps Niederlande 1609–1610 | (47fra) Hilfskorps Niederlande 1609–1610 |
| Jahr, Vertragspartner             | 1609, König Heinrich IV. mit den Eidgenossen gemäss dem Bündnis von 1602. Als die fünf Orte jedoch realisierten, dass der Kaiser das Ziel des geplanten Feldzugs war, wollten sie die Truppe zurückrufen. | 1609, König Heinrich IV. mit den Eidgenossen gemäss dem Bündnis von 1602. Als die fünf Orte jedoch realisierten, dass der Kaiser das Ziel des geplanten Feldzugs war, wollten sie die Truppe zurückrufen. |
| Bestand, Formation                | 6'000 Mann in 2 Regimentern. | 6'000 Mann in 2 Regimentern. |
| Herkunft Kader, Truppe            | Aus der katholischen Eidgenossenschaft. | |
| Besitzer, Kommandant, Namensgeber | Die Kommandanten waren die Obersten Kaspar Gallati aus Glarus und Jakob von Fegely aus Freiburg. | |
| Einsatz, Ereignisse               | Das Hilfskorps wurde, nach der Ermordung Heinrichs IV. 1610, gleich wieder abgedankt. | |

## Unterstützung auf Frankreichs Weg zur absolutistischen, führenden Macht Europas 1610–1643
Ludwig XIII. war gerade neun Jahre alt, als er als Nachfolger seines ermordeten Vaters Heinrich IV. 1610 zum König gekrönt wurde. Seine Mutter Maria von Medici übernahm stellvertretend die Regentschaft, und die war spanienfreundlich. Er schaltete sie aus, als er sechzehn war. Er liess ihren Ersten Minister ermorden und verbannte sie nach Blois. Sein Stern begann zu steigen, als sein Erster Minister im Kampf gegen die Hugenotten das Leben liess, er sich mit Maria versöhnte und deren Favoriten, Kardinal Richelieu, 1624 an dessen Stelle berief. Als Berater und bald wichtigster Staatsmann verfolgte dieser einen nationalistischen, gallikanischen Kurs gegen die Vorherrschaft der spanischen Habsburger nach dem Motto «der Zweck heiligt die Mittel». Er drängte den Adel zurück, beseitigte die militärische Kraft der Hugenotten, entmachtete den Amtsadel, reformierte die Verwaltung, etablierte ein Spitzelsystem, sicherte die Informationshoheit durch eine eigene Zeitung und bekämpfte das Haus Habsburg mit allen Mitteln. Seine Vision eines neu geordneten Europas unter der Hegemonie der französischen Krone anstelle der habsburgischen Universalmonarchie war nahezu erreicht, als er 1642, im selben Jahr wie die inzwischen im Exil lebende Maria von Medici, starb. Ein Jahr später, 1643, verschied auch Ludwig XIII.
| Bezeichnung, Einsatzdauer         | (48fra) Hilfskorps Medici 1614–1616 | (48fra) Hilfskorps Medici 1614–1616                                             |
| Jahr, Vertragspartner             | 1614, Königin Maria von Medici mit den Eidgenossen gemäss dem Bündnis von 1602. | 1614, Königin Maria von Medici mit den Eidgenossen gemäss dem Bündnis von 1602. |
| Bestand, Formation                | 6'000 Mann in 2 Regimentern. | 6'000 Mann in 2 Regimentern.                                                    |
| Herkunft Kader, Truppe            | Aus der Eidgenossenschaft. |                                                                                 |
| Besitzer, Kommandant, Namensgeber | Die Kommandanten waren die Obersten Kaspar Gallati aus Glarus und Jakob von Fegely aus Freiburg. |                                                                                 |
| Einsatz, Ereignisse               | Bern suchte nach einer Gelegenheit, seine Kompanien zurückzurufen. Die erste Gelegenheit ergab sich, als die Kunde kam, die Truppe habe ihren Sold nicht erhalten und der Bestand nach Kapitulation werde unterschritten. Das restliche Hilfskorps kam im ausgebrochenen Bürgerkrieg in Frankreich zum Einsatz. Seine militärische Überlegenheit führte zum Einlenken der aufständischen Liguisten Condés und zum Frieden von Sainte-Menehoulde mit der Einberufung der Generalstände. |                                                                                 |

| Bezeichnung, Einsatzdauer         | (49fra) Schweizer Garde-Regiment 1616–1792/ 1815–1830 | (49fra) Schweizer Garde-Regiment 1616–1792/ 1815–1830 |
| Jahr, Vertragspartner             | 1616, Pierre de Castille, Botschafter des Königs Ludwig XIII., mit den Eidgenossen gemäss dem Bündnis von 1602. | 1616, Pierre de Castille, Botschafter des Königs Ludwig XIII., mit den Eidgenossen gemäss dem Bündnis von 1602. |
| Bestand, Formation                | Anfangs 1 Regiment von 8 Kompanien mit 160 Mann der königlichen Haustruppen. Der Bestand wuchs auf 30 Kompanien an, bis er 1763 auf 16 Kompanien in 2 Bataillonen begrenzt wurde. 1792 zählte das Regiment nominell 2'354 Mann in 4 Bataillonen mit insgesamt 12 Füsilierkompanien à 175 Mann und 4 Grenadierkompanien à 56 Mann, bestand aber wegen Rekrutierungsschwierigkeiten nur aus ungefähr 1'200 Mann. Das 1. Bataillon wies bei Vollbestand 611 Mann inklusive Stab (24–30 Offiziere und Beamte) und einer Artillerieabteilung von 8 Kanonen, die übrigen 3 Bataillone je 561 Mann auf. Zu den Kompanien zählten auch 5 Offiziere (1 Hauptmann, 2 Leutnants, 1 Unterleutnant, 1 Fähnrich), 8 Wachtmeister, 4 Trabanten (Offiziersordonanzen) und 5 Trommler und Pfeifer. Das Gardemass betrug 1,75 m für Füsiliere und 1,82 m für Grenadiere. | Anfangs 1 Regiment von 8 Kompanien mit 160 Mann der königlichen Haustruppen. Der Bestand wuchs auf 30 Kompanien an, bis er 1763 auf 16 Kompanien in 2 Bataillonen begrenzt wurde. 1792 zählte das Regiment nominell 2'354 Mann in 4 Bataillonen mit insgesamt 12 Füsilierkompanien à 175 Mann und 4 Grenadierkompanien à 56 Mann, bestand aber wegen Rekrutierungsschwierigkeiten nur aus ungefähr 1'200 Mann. Das 1. Bataillon wies bei Vollbestand 611 Mann inklusive Stab (24–30 Offiziere und Beamte) und einer Artillerieabteilung von 8 Kanonen, die übrigen 3 Bataillone je 561 Mann auf. Zu den Kompanien zählten auch 5 Offiziere (1 Hauptmann, 2 Leutnants, 1 Unterleutnant, 1 Fähnrich), 8 Wachtmeister, 4 Trabanten (Offiziersordonanzen) und 5 Trommler und Pfeifer. Das Gardemass betrug 1,75 m für Füsiliere und 1,82 m für Grenadiere. |
| Herkunft Kader, Truppe            | Nachdem der 14-jährige König im Vorjahr von seiner Mutter Maria von Medici gezwungen worden war, die spanisch-habsburgische Prinzessin Anna von Österreich zu heiraten, entschied er sich bei einem Aufenthalt in Tours, dem Standort des Regiments Gallati des Hilfskorps Medici, aus 8 von dessen Kompanien für sich ein Schweizer Garde-Regiment zu bilden: 1 Kaspar Pfyffer (Luzern), 2 Hans Schorsch (Grauer Bund), 3 Urs Greder (Solothurn), 4 Hans von Gugelberg-Moos (Zehngerichtebund), 5 Rudolf von Planta (Gotteshausbund), 6 Kaspar Gallati (Glarus), 7 Georg von Reding (Schwyz), 8 Fridolin Hässi (Glarus). | |
| Besitzer, Kommandant, Namensgeber | Regimentsbesitzer: 1643–1647 François de Bassompierre, 1647–1656 Charles de Schomberg, 1656–1673 Eugen Moritz von Savoyen-Carignan, Graf von Soissons, Louis Charles de Bourbon, Graf von Eu, 1762–1771 Étienne-François de Choiseul, 1771–1789 Charles Philippe, Graf d’Artois. Schweizer Kommandanten mit Rang eines Obersten bzw. (ab 1815) Generalleutnants: 1616–1619 Kaspar Gallati (Glarus), 1619–1628 Fridolin Hässi (Glarus), 1628–1635 Johann Ulrich Greder (Solothurn), 1635–1651 Kaspar Freuler (Glarus), 1651–1655 Johann Melchior Hässi (Glarus), 1655–1685 Laurenz von Stäffis-Molondin (Solothurn), 1655–1701 Peter Stuppa (Graubünden, Chiavenna), 1701–1702 Moritz Wagner (Solothurn), 1702–1722 Franz von Reynold (Freiburg), 1722–1736 Johann Viktor von Besenval (Solothurn), 1736–1742 Johann Jakob von Erlach (Bern), 1742–1743 Rudolf von Castella (Freiburg), 1743–1767 Beat Franz Plazidus Zurlauben (Zug), 1767–1792 Louis Augustin d’Affry (Freiburg), 1815–1819 Heinrich von Salis-Zizers (Graubünden), 1819–1825 François Mallet (Genf), 1825–1830 Heinrich Höngger (St. Gallen). | |
| Einsatz, Ereignisse               | Das Schweizer Garde-Regiment war das erste permanente Schweizer Regiment in fremden Diensten. Während die «Hundertschweizer» für die Wache im Innern der königlichen Paläste zuständig waren (innere Garde), versah das Schweizer Garde-Regiment den Dienst ausserhalb (äussere Garde). Das Schweizer Garde-Regiment bildete zusammen mit den französischen Garden im Kampfeinsatz eine Brigade. Vom ersten Gefecht, der Belagerung von Montauban 1621, bis zu seinem praktisch vollständigen Untergang im Tuileriensturm 1792 nahm es während des Ancien Régime an 71 Feldzügen, 154 Schlachten und 30 Belagerungen teil. Das Löwendenkmal Luzern erinnert an das blutige Geschehen von 1792. Die Einheit wurde 1815 nach der Restauration von Ludwig XVIII. unter dem Namen «Königliche Schweizergarde» neu gegründet sowie 1823 im Spanienfeldzug eingesetzt und verteidigte die Bourbonen beim Ausbruch der Julirevolution von 1830, wo sie mehrere Hundert Mann verlor. Sein Nachfolger Louis-Philippe I. entliess sie 1830 endgültig. Weitere Staaten stellten ähnliche Einheiten auf: die Niederlande (ein Regiment, 1748–1796), das Königreich Neapel (ein Bataillon, dann ein Regiment, 1734–1789) und das Königreich Sachsen (ohne Kapitulation 1730–1757 und 1763–1814). | |

Als 1618 der Dreissigjährige Krieg ausbrach, beschloss die Tagsatzung in Baden, im Dilemma zwischen den Interessen der einheimischen Kriegsunternehmer, dem Risiko von Bruderkämpfen und der eigenen Glaubensspaltung, strengste Neutralität zu üben. Doch als Habsburg die Hand auf das bündnerische Veltlin legte, wurden die protestantischen Kantone aktiv. Auch Kardinal Richelieu wollte diese Verbindungsachse zwischen Österreich und dem spanischen Mailand nicht in der Hand Habsburgs, des Hauptwidersachers Frankreichs, wissen. Er beauftragte den Marquis de Coeuvres 1626, mit 3'000 Mann Fussvolk und 500 Reitern das eidgenössische Interventionskorps (je 1'000 Mann Berner, Zürcher, Walliser und Bündner unter Niklaus Diesbach, Kaspar Schmid, Angelin de Preux und Rudolf von Salis sowie 200 Neuenburger unter Jakob Guy von Audanger) zu verstärken und ins Feld zu führen. Der Waffenstillstand von Monzone 1626 beendete den Konflikt vorübergehend. Erst das Eingreifen Richelieus mit dem Feldzug 1634 des Herzogs von Rohan, unterstützt von Jürg Jenatsch, vertrieb die Österreicher und Spanier schliesslich aus dem Veltlin.
Die opportunistische Aussenpolitik von Richelieu, der sich, ungeachtet der Religionszugehörigkeit, mit jedermann verbündete, der ihn seinen Zielen näherbrachte, befeuerte die innenpolitischen Konflikte. Sie zu beherrschen und Frankreich als europäische Führungsmacht voranzubringen, dafür benötigte er immer wieder Schweizer Truppen. Neben offiziellen Zuzügen waren darunter auch etliche Freikompanien und eine grosse Anzahl von Reisläufern.
| Bezeichnung, Einsatzdauer         | (50fra) Hilfskorps Piemont 1629 |
| Jahr, Vertragspartner             | 1629, Kardinal Richelieu mit den Eidgenossen gemäss dem Bündnis von 1602.                                                                                         |
| Bestand, Formation                | 3'000 Mann in 10 Kompanien. |
| Herkunft Kader, Truppe            | Aus Bern. |
| Besitzer, Kommandant, Namensgeber | Kommandant war Johann Ludwig von Erlach aus Bern. |
| Einsatz, Ereignisse               | Die Truppe diente unter Marschall François de Bassompierre im Mantuanischen Erbfolgekrieg, der Frankreich wieder im Piemont und in Oberitalien Fuss fassen liess. |

| Bezeichnung, Einsatzdauer         | (51fra) Hilfskorps Lothringen 1630 |
| Jahr, Vertragspartner             | 1630, Kardinal Richelieu mit den Eidgenossen gemäss dem Bündnis von 1602. |
| Bestand, Formation                | 3'000 Mann in 10 Kompanien. |
| Herkunft Kader, Truppe            | Aus Freiburg. |
| Besitzer, Kommandant, Namensgeber | Kommandant war Franz von Affry aus Freiburg. |
| Einsatz, Ereignisse               | Die Truppe diente unter Marschall Bassompierre in Lothringen bei der Besetzung von Metz. Kurz darauf wurde Bassompierre, bei Richelieu in Ungnade gefallen, in der Bastille eingekerkert. |

| Bezeichnung, Einsatzdauer         | (52fra) Hilfskorps Veltlin 1635–1636 |
| Jahr, Vertragspartner             | 1635, Kardinal Richelieu mit den Eidgenossen gemäss dem Bündnis von 1602. |
| Bestand, Formation                | 3'200 Mann in 2 Regimentern von 1'600 Mann. |
| Herkunft Kader, Truppe            | Aus Zürich und Solothurn. |
| Besitzer, Kommandant, Namensgeber | Kommandanten waren Kaspar Schmid aus Zürich und Wolfgang Greder aus Solothurn. |
| Einsatz, Ereignisse               | Die Truppe diente unter dem Herzog von Rohan in Oberitalien und im Veltlin. Sie entschieden das Gefecht bei Morbegno, wesentlich für die Vertreibung der Österreicher und Spanier aus dem Veltlin. |

| Bezeichnung, Einsatzdauer         | (53fra) Hilfskorps Lothringen 1635 |
| Jahr, Vertragspartner             | 1635, Kardinal Richelieu mit den Eidgenossen gemäss dem Bündnis von 1602.                                                                    |
| Bestand, Formation                | 6'000 Mann in 2 Regimentern von 3'000 Mann.                                                                                                  |
| Herkunft Kader, Truppe            | Aus Bern und Luzern. |
| Besitzer, Kommandant, Namensgeber | Kommandanten waren Rudolf von Erlach von Champvent aus Bern und Jost Bircher aus Luzern.                                                     |
| Einsatz, Ereignisse               | Die Truppe diente unter dem Herzog von Rohan in Lothringen gegen den erfolglosen Versuch Herzogs Karl IV., seine Stammlande zurückzuerobern. |

| Bezeichnung, Einsatzdauer         | (54fra) Hilfskorps Flandern 1635–1635/1648                                                                                               |
| Jahr, Vertragspartner             | 1635, Kardinal Richelieu mit den Eidgenossen gemäss dem Bündnis von 1602.                                                                |
| Bestand, Formation                | 6'000 Mann in 2 Regimentern von 3'000 Mann.                                                                                              |
| Herkunft Kader, Truppe            | Aus Freiburg und Solothurn. |
| Besitzer, Kommandant, Namensgeber | Kommandanten waren Franz von Affry aus Freiburg und Jakob von Stäffis-Molondin, gefolgt ab 1645 von seinem Bruder Lorenz, aus Solothurn. |
| Einsatz, Ereignisse               | Die Truppe diente unter dem jüngeren Bruder des Königs, dem Herzog von Orleans, in der Picardie bei der Belagerung von Corbie.           |

| Bezeichnung, Einsatzdauer         | (55fra) Hilfskorps Picardie 1639–1641/1648 |
| Jahr, Vertragspartner             | 1639, Kardinal Richelieu mit den Eidgenossen gemäss dem Bündnis von 1602. |
| Bestand, Formation                | 3'600 Mann in 2 Regimentern von 1'800 Mann. |
| Herkunft Kader, Truppe            | Vor allem aus Bern und teilweise aus Schaffhausen, Appenzell Ausserrhoden und Neuenburg sowie Solothurn.                                                                              |
| Besitzer, Kommandant, Namensgeber | Kommandanten waren Johann Franz von Wattenwyl (bis 1648) aus Bern und Wolfgang Greder aus Solothurn.                                                                                  |
| Einsatz, Ereignisse               | Die Truppe diente unter Oberst d’Aigueberre in der Picardie bei der monatelangen Verteidigung von Aire-sur-la-Lys. Den Sold mussten die Kommandanten aus der eigenen Tasche bezahlen. |

| Bezeichnung, Einsatzdauer         | (56fra) Hilfskorps Weimar 1639–1648 | (56fra) Hilfskorps Weimar 1639–1648                                     |
| Jahr, Vertragspartner             | 1639, Kardinal Richelieu mit Johann Ludwig von Erlach-Kastelen zu Bern. | 1639, Kardinal Richelieu mit Johann Ludwig von Erlach-Kastelen zu Bern. |
| Bestand, Formation                | 4'000 Mann, 1'000 Reiter und einige Geschütze. |                                                                         |
| Herkunft Kader, Truppe            | Aus dem Heer des Herzogs Bernhard von Sachsen-Weimar. |                                                                         |
| Besitzer, Kommandant, Namensgeber | Kommandant war Johann Ludwig von Erlach, seit 1638 Generalmajor der schwedisch-weimarischen Armee, Stadtgouverneur von Breisach und vom sterbenden Herzog von Sachsen-Weimar 1639 zu seinem Nachfolger ernannt. |                                                                         |
| Einsatz, Ereignisse               | Erlach hatte nach dem Tod des Herzogs die weimarische Armee, von der jedoch ein grosser Teil in schwedische Dienste eintrat, gegen Zusicherung von Besoldung und Unterhalt in den Dienst von Richelieu gestellt. Er wurde als Generalmajor dem Kommandanten der französischen Kräfte am Rhein, dem Herzog von Longueville, unterstellt. 1648, in der Schlacht bei Lens, entschied ein Flankenangriff von Johann Ludwig von Erlach-Kastelen den Kampf für Frankreich und beendete den verheerenden Dreissigjährigen Krieg für Deutschland (Westfälischer Friede 1648). |                                                                         |

| - Regiment Rahn: 2'400 Mann in 12 Kompanien von 200 Mann, |                                    |                         |
| Stand 1648 (Lochmann):                                    |                                    |                         |
| 1                                                         | La Colonelle                       |                         |
| 2                                                         | Hans Jakob Steiner                 | alle fünf von Zürich    |
| 3                                                         | Beat Rudolf Leu und Hab            | alle fünf von Zürich    |
| 4                                                         | Hans Rudolf Lavater                | alle fünf von Zürich    |
| 5                                                         | Lochmann                           | alle fünf von Zürich    |
| 6                                                         | Hans Rudolf von Diesbach           | beide von Bern          |
| 7                                                         | Hans Wagner                        | beide von Bern          |
| 8                                                         | Jakob Feldmann und Pfändler        | beide aus Glarus        |
| 9                                                         | Hans Meder und Heinrich In Thurn   | beide aus Schaffhausen  |
| 10                                                        | Hans Schmid                        | alle drei aus Appenzell |
| 11                                                        | Samuel Meyer und Karl Jakob Wieser | alle drei aus Appenzell |
| 12                                                        | Henri d'Aruffen                    | aus der Waadt           |

| - Regiment Praroman: 2'400 Mann in 12 Kompanien von 200 Mann, |                                        |                         |
| Stand 1648 (de Reynold):                                      |                                        |                         |
| 1                                                             | La Colonelle                           |                         |
| 2                                                             | d'Affry und Jakob Vonder Weid          | alle fünf aus Freiburg  |
| 3                                                             | Lentzburger                            | alle fünf aus Freiburg  |
| 4                                                             | Antoine Python                         | alle fünf aus Freiburg  |
| 5                                                             | Diesbach                               | alle fünf aus Freiburg  |
| 6                                                             | Henri de Chandieu-Villars und Luternau | beide von Bern          |
| 7                                                             | Hans Wilhelm de Steinbrugg             | alle fünf aus Solothurn |
| 8                                                             | Jost Greder                            | alle fünf aus Solothurn |
| 9                                                             | Baumgartner                            | alle fünf aus Solothurn |
| 10                                                            | Sury                                   | alle fünf aus Solothurn |
| 11                                                            | Peter de Wallier                       | alle fünf aus Solothurn |
| 12                                                            | Thellung und Jean Tschiffeli           | beide von Biel          |

| - Regiment Rahn: 2'400 Mann in 12 Kompanien von 200 Mann, |                                    |                         |
| Stand 1648 (Lochmann):                                    |                                    |                         |
| 1                                                         | La Colonelle                       |                         |
| 2                                                         | Hans Jakob Steiner                 | alle fünf von Zürich    |
| 3                                                         | Beat Rudolf Leu und Hab            | alle fünf von Zürich    |
| 4                                                         | Hans Rudolf Lavater                | alle fünf von Zürich    |
| 5                                                         | Lochmann                           | alle fünf von Zürich    |
| 6                                                         | Hans Rudolf von Diesbach           | beide von Bern          |
| 7                                                         | Hans Wagner                        | beide von Bern          |
| 8                                                         | Jakob Feldmann und Pfändler        | beide aus Glarus        |
| 9                                                         | Hans Meder und Heinrich In Thurn   | beide aus Schaffhausen  |
| 10                                                        | Hans Schmid                        | alle drei aus Appenzell |
| 11                                                        | Samuel Meyer und Karl Jakob Wieser | alle drei aus Appenzell |
| 12                                                        | Henri d'Aruffen                    | aus der Waadt           |

| - Regiment Praroman: 2'400 Mann in 12 Kompanien von 200 Mann, |                                        |                         |
| Stand 1648 (de Reynold):                                      |                                        |                         |
| 1                                                             | La Colonelle                           |                         |
| 2                                                             | d'Affry und Jakob Vonder Weid          | alle fünf aus Freiburg  |
| 3                                                             | Lentzburger                            | alle fünf aus Freiburg  |
| 4                                                             | Antoine Python                         | alle fünf aus Freiburg  |
| 5                                                             | Diesbach                               | alle fünf aus Freiburg  |
| 6                                                             | Henri de Chandieu-Villars und Luternau | beide von Bern          |
| 7                                                             | Hans Wilhelm de Steinbrugg             | alle fünf aus Solothurn |
| 8                                                             | Jost Greder                            | alle fünf aus Solothurn |
| 9                                                             | Baumgartner                            | alle fünf aus Solothurn |
| 10                                                            | Sury                                   | alle fünf aus Solothurn |
| 11                                                            | Peter de Wallier                       | alle fünf aus Solothurn |
| 12                                                            | Thellung und Jean Tschiffeli           | beide von Biel          |

## Machtmittel des Sonnenkönigs 1643–1715
Ludwig XIV. war bei seiner Inthronisierung noch jünger, als damals sein Vater und Vorgänger, Ludwig XIII., nämlich vier Jahre alt! Die Mutter, Anna von Österreich regierte an seiner Stelle und ernannte Kardinal Mazarin zum Ersten Minister. Mazarin setzte den Kurs von Kardinal Richelieu und die Allianz mit Schweden und den deutschen Fürsten gegen die spanischen und österreichischen Habsburger fort. Er erzog Ludwig XIV. schrittweise zum absolutistischen barocken Herrscher, zum «Sonnenkönig», und machte Frankreich zusammen mit ihm zur europäischen Supermacht. Ludwig XIV. regierte 72 Jahre lang und überlebte seine Kinder und einige Kindeskinder. Erst die Urenkelgeneration wurde zu seinem Nachfolger. Er festigte die Macht der Krone durch den Ausbau der Verwaltung, Unterdrückung der Adelsopposition und Förderung von Wirtschaft, Wissenschaft und Kunst. Die auf ihn konzentrierte Hofhaltung führte zu einer beispiellosen Prachtentfaltung, und die aggressive Expansionspolitik machte Frankreich zur führenden Macht auf dem Kontinent.
Als die Königinmutter Anna an seiner Stelle 1643 die Regentschaft übernahm, verfügte sie (ausgerechnet als Habsburgerin!) in der siegreichen Schlacht bei Rocroi über fast 22'000 Mann Schweizer Truppen, nämlich:
| Bestand Mann | Einheit                      | Herkunft          |
| 100          | Leibgarde «Hundertschweizer» | Eidgenossenschaft |
| 3'420        | Schweizer Garde-Regiment     | Eidgenossenschaft |
| 4'000        | Regiment Stäffis-Molondin    | Solothurn         |
| 4'000        | Regiment von Roll            | Solothurn         |
| 2'400        | Regiment Lochmann            | Zürich            |
| 2'400        | Regiment Praroman            | Freiburg          |
| 2'000        | Regiment Ambühl              | Wallis            |
| 1'800        | Regiment von Wattenwyl       | Bern              |
| 1'800        | Regiment Guy von Audanger    | Neuenburg         |
| 21'920       | Schweizer Truppen total      | Eidgenossenschaft |

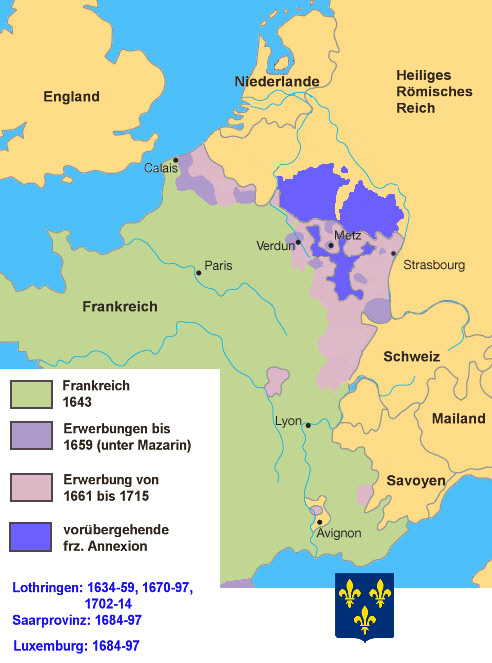
Frankreichs Territorium 1643–1715

Die Schlacht bei Rocroi endete, mit Beteiligung der Schweizer Regimenter von Wattenwyl, Stäffis-Molondin und von Roll, in einer verheerenden Niederlage für die spanischen Habsburger und war ein Wendepunkt im europäischen Machtspiel. 1648, in der Schlacht bei Lens, entschied ein Flankenangriff von Johann Ludwig von Erlach-Kastelen den Kampf für Frankreich und beendete den verheerenden Dreissigjährigen Krieg für Deutschland (Westfälischer Friede 1648).
1648 begann auch die Fronde, die innerfranzösische Opposition, Frankreichs Krone zu erschüttern, und Mazarin wurde sogar zeitweise ins Exil gezwungen. 1651 musste das Schweizer Garde-Regiment gegen blutige Aufstände in den Gassen von Paris vorgehen, wobei ihr Glarner Kommandant Oberst Kaspar Freuler (Erbauer des Freulerpalastes in Näfels) tödlich verwundet wurde. Doch 1654 kehrte Mazarin zurück, zerstörte die letzten Bastionen der Aufständischen und sicherte Ludwig XIV. die absolute Alleinherrschaft.
Die Auseinandersetzungen mit Spanien sollten nach dem Westfälischen Frieden 1648 aber noch ein weiteres Jahrzehnt andauern und liessen die Schweizer Regimenter Rahn/Lochmann, von Wattenwyl, de Reynold und von Roll/von Sury gegen Spanien marschieren. Da die königlichen Kassen leer waren, liefen die Rückstände der Pensions- und Soldzahlungen bis zu 70 Millionen Livres auf. Die Königin war gezwungen, ihre Kronjuwelen als Pfand mit einer Sofortzahlung von 1 Million und einem Tilgungsplan von regelmässig 3 Millionen über 6 Jahre an Stäffis-Molondin, de Reynold, Rahn, Lochmann und von Sury zu übergeben. Sie wurden bis 1665 in Zürich aufbewahrt. Die vier Schweizer Regimenter und das Schweizer Garde-Regiment hatten in dieser Zeit bezüglich Ausrüstung und Nahrung extremen Mangel zu überstehen.
1658 begann Jean de La Barde, französischer Botschafter in Solothurn, mit den Verhandlungen zur Erneuerung des 1651 abgelaufenen Bündnisvertrages, die trotz aller Vorbehalte wegen der Soldausstände und der königlichen Widerhandlungen gegen die Kapitulationen  1663 in Paris abgeschlossen werden konnten. Die Privilegien der Schweizer Truppen wurden bestätigt: Kultusfreiheit, Aufnahme in die Spitäler, eigene Gerichtsbarkeit, Kriegssold und Pensionen. Gleichzeitig wurde Neuenburg in die Kapitulation eingeschlossen.

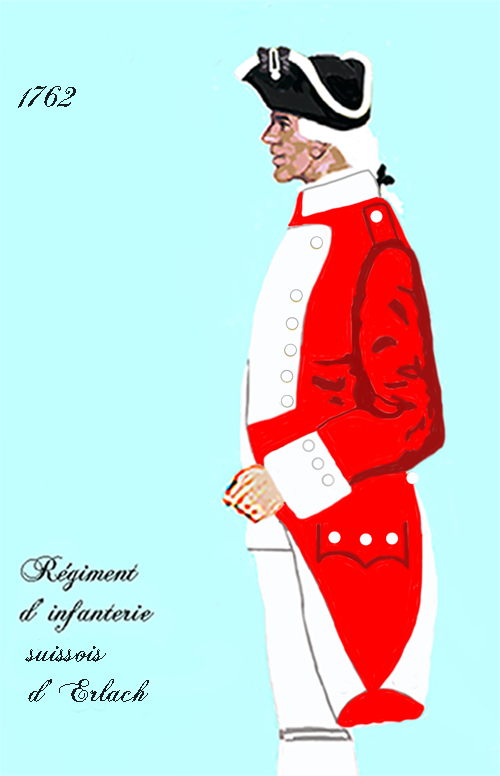
«Roter Schweizer» 1762

1661, bei Mazarins Tod, hatte der 22-jährige, gut vorbereitete Ludwig XIV. die Regierungsgeschäfte übernommen und begonnen, Schloss Versailles und seinen Machtbereich auszubauen. Mit seiner Reunionspolitik verschob er von 1668 bis 1697 die Grenze des französischen Territoriums bis an den Rhein, löste mit der Aufhebung des Edikts von Nantes 1698 eine Massenauswanderung der Hugenotten aus und hatte bei seinem Tod den Vorrang Frankreichs umfassend gesichert. Nicht wenig trugen dazu seine Schweizer Truppen bei, die ab 1668, mit einer roten Uniform, mit verschiedenfarbigen Aufschlägen zur Kennzeichnung des Regiments, eingekleidet, «die roten Schweizer» und ab 1671 zu stehenden Regimentern wurden.
Der Krieg gegen das unter Karl II. schwache Spanien und die chronisch schlechte Finanzlage zwangen Ludwig XIV., die Bestände der Schweizer Regimenter, mit Ausnahme des Schweizer Garde-Regiments, zu reduzieren. Gemäss einem Vorschlag von Johann Peter Stuppa, Oberstleutnant des Schweizer Garde-Regiments, beauftragte er diesen mit der Wiedereinstellung der entlassenen Truppenangehörigen in Freikompanien zu herabgesetzten Ansätzen. Die Tagsatzung reagierte auf die Umgehung der Kapitulation mit einem Verbot dieser Werbung und drohte mit dem Abzug der regulären Truppen. Die Freikompanien fanden aber grossen Anklang, auch bei Offizieren mit versperrten Aufstiegschancen in den bestehenden Regimentern. Stuppa konnte der Tagsatzung dank einflussreicher eidgenössischer Freunde (Sigmund von Erlach, Franz Ludwig von Muralt, Oberst Planta-Wildenberg, Freiherr Fidel de la Tour aus St. Gallen) trotzen und warb 12'000 Freiwillige an. Zwischen 1668 und 1690 entstanden so bis zu 60 Freikompanien. Kurz vor dem Siedepunkt der Missstimmung in der Eidgenossenschaft gegen Ludwig XIV. (und wohl bereits mit den niederländischen Eroberungsplänen im Hinterkopf) schlug Stuppa dem König, und dieser den Eidgenossen, die Bildung von ständigen Schweizer Regimentern vor. Bern nahm den Vorschlag an, und die anderen Stände folgten. Es kam zur Aushebung von vorerst 5, und später zusätzlich weiteren 6 stehenden Schweizer Linien-Regimentern und einem Schweizer Marineinfanterieregiment.
| Bezeichnung, Einsatzdauer         | (58fra) Regiment von Erlach, 1. Schweizer Regiment, «Berner Regiment», 49. Linienregiment, 1671–1792 |
| Jahr, Vertragspartner             | 1671, König Ludwig XIV. mit Bern. Auszug aus der Kapitulation: - Artikel 1: Oberst wird immer ein Berner; - Artikel 3: Soldaten müssen Burger oder Untertanen von Bern sein; - Artikel 11: Der Stab hat den selben Sold wie das Garderegiment (2'000 Livres/Monat); - Artikel 13: Die Kompanien dürfen im Feld möglichst nicht getrennt werden; - Artikel 16: Das Regiment darf nicht gegen Protestanten eingesetzt werden und verfügt über eine eigene Gerichtsbarkeit; - Die Fahne soll rot, schwarz, weiss geflammt sein mit durchgehendem weissem Kreuz; - Die Trommeln tragen das Wappen der Republik Bern. |
| Bestand, Formation                | Das erste Schweizer Infanterie-Linienregiment in königlichen französischen Diensten mit 2'400 Mann in 12 Kompanien. Der Oberst bildete, zusammen mit 2–3 Bataillonskommandanten im Rang von Oberstleutnants oder Majoren, den kleinen Stab. Der grosse Stab bestand aus mindestens 5 Offizieren und Unteroffizieren: 1 Leutnant als Quartiermeister, 1–2 Feldprediger, 1 Chirurg-Major und 1–2 Adjutanten. Der Regimentskommandant, unterstützt durch die Stäbe, führte neben dem Regiment auch den schwerfälligen Tross, der z. B. neben umfangreichem Belagerungsmaterial auch Frauen und Kinder umfasste: die mit Soldaten verheirateten Frauen und die «femmes galantes». Er hatte auch eine Art Vaterstelle für die «Regimentskinder», die in den betreffenden Kompanien der zugeeigneten Soldaten so lange aufgezogen wurden, bis die Buben als Trommler eingesetzt werden konnten. Er behandelte auch den administrativen Verkehr mit den heimatlichen Behörden, besonders über Rekruten und Deserteure, aber auch Erbschaften, Vaterschaftsanerkennungen und Gerichtsfälle. Dem Obersten gehörte stets die erste Kompanie des Regiments («La Colonelle») und dem Oberstleutnant des ersten Bataillons die zweite Kompanie («La Lieutenant-Colonelle»). Des Majors Kompanie wurde «La Majore» genannt. Meist musste der Oberst einen Hauptmann-Kommandanten für seine Kompanie einsetzen, wenn er besondere Generalsaufgaben zu erfüllen hatte. |
| Herkunft Kader, Truppe            | Aus Bern. |
| Besitzer, Kommandant, Namensgeber | Kommandanten waren: - 1671: Regiment von Erlach, Gardehauptmann Johann Jakob von Erlach, 1671 zum Brigadier, 1677 zum Maréchal de camp (Obristfeldwachtmeister, Brigadegeneral) und 1688 zum Generalleutnant befördert; - 1694: Regiment Manuel, Oberst Albrecht Manuel, 49. Linienregiment; - 1701: Regiment Villars-Chandieu, Generalleutnant Charles de Villars-Chandieu; - 1728: Regiment May, Brigadier Beat Ludwig May; - 1739: Regiment de Bettens, Generalleutnant Georges Mannlich de Bettens, 49. Linienregiment; - 1751: Regiment Jenner, Generalleutnant Samuel Jenner, 49. Linienregiment; - 1762: Regiment von Erlach, Generalleutnant Abraham von Erlach von Riggisberg, 49. Linienregiment; - 1782: Regiment von Ernst, Maréchal de camp Beat Rudolf von Ernst, 49. Linienregiment; - 1792: Regiment von Wattenwyl, Oberst Beat Ludwig von Wattenwyl, 63. Infanterie-Linienregiment. Inhaber eines Regiments wurde nicht unbedingt der Tüchtigste, sondern ein begüterter Offizier, der seinen Vorgänger auszahlen konnte, wobei das Anciennitätsprinzip nicht immer eingehalten wurde. Bern hatte das Vorschlagsrecht für den Obersten und die Bataillonskommandanten, die aber vom König brevetiert wurden. Bern stellte die Kompanieinhaber und diese ihre Subalternoffiziere an. War der Kompanieinhaber nicht Offizier und Hauptmann, engagierte er einen Hauptmann-Kommandanten.                                                 |
| Einsatz, Ereignisse               | Zahlreiche Feldzüge in Spanien und den Niederlanden gegen die spanischen Habsburger im Holländischen Krieg, an den Rhein gegen die kaiserlichen Truppen, im Einsatz im Österreichischen Erbfolgekrieg und im Siebenjährigen Krieg. Es wurde 1791 zum 63. Infanterie-Linienregiment, 1792 in Aix-en-Provence von den Revolutionären entwaffnet, die Schweizer entlassen und mit französischen Soldaten neu aufgestellt. |

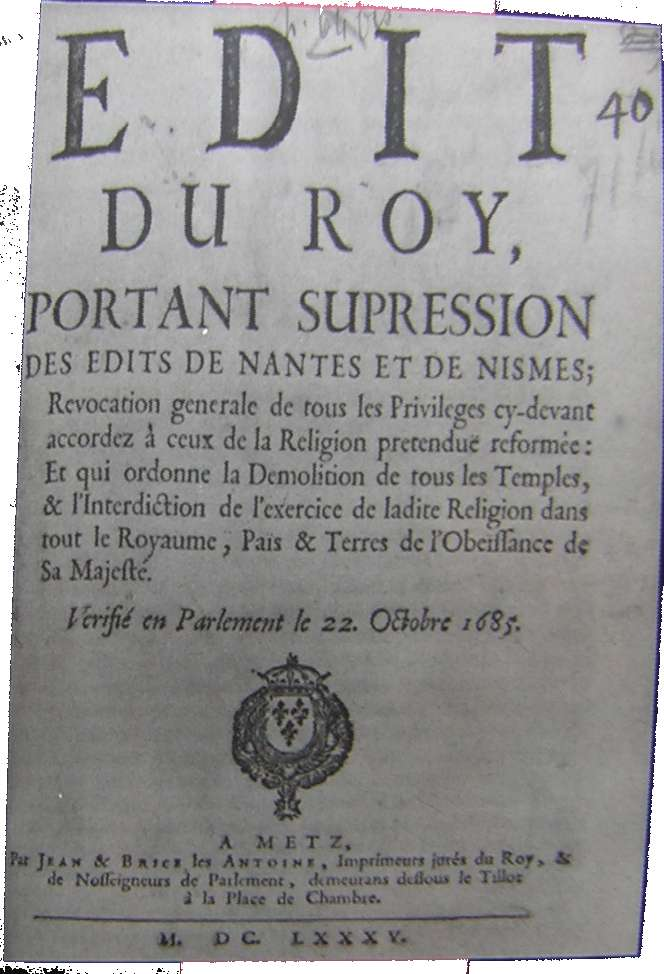
Aufhebung des Edikt von Nantes 1685

Ludwig XIV. brüskierte Bern öfters. Er hielt sich nicht an dessen Beförderungsvorschläge oder setzte z. B. bereits 1672, entgegen der Kapitulation, das Regiment von Erlach gegen die niederländischen Protestanten ein. Als von Erlach 1684 wegen Übertritts zum Katholizismus das Berner Bürgerrecht verlor und dasjenige von Freiburg erwarb, musste Bern zähneknirschend akzeptieren, dass er sein protestantisches Regiment noch 10 Jahre führen konnte. Als 1685 auch noch das Edikt von Nantes aufgehoben wurde, bildete sich in Bern um Venner und Seckelmeister Niklaus Dachselhofer eine antifranzösische Partei. Sie erreichte 1689 das «Gesetz vom ungleichen Dienst» (in Kraft bis 1750), das den Mitgliedern des Kleinen Rates den Besitz einer Kompanie in Frankreich verbot. Es zwang zum Verzicht entweder des Kandidaten auf den Besitz oder der nächsten Generation auf den Besitz einer Kompanie (nicht aber zum Verzicht einer Offizierslaufbahn). Es setzte der profranzösischen Partei gewisse Grenzen und begünstigte den niederländischen Dienst für die Opposition. Die Reaktion von Ludwig XIV. war 1701, dass er das bernische Regiment nicht, wie von Bern vorgeschlagen, an Oberst Johann Rudolf May, sondern an Charles de Villars-Chandieu aus Lausanne übertrug, immerhin aus einem alten Hugenottengeschlecht stammend.
Der Holländische Krieg war ein Expansionskrieg Frankreichs, ausgelöst durch den Angriff Ludwigs XIV. 1672 zusammen mit seinen Verbündeten (England, Schweden, Münster, Lüttich) auf die Republik der Vereinigten Niederlande, der sich Spanien und das Heilige Römische Reich zur Seite stellten. Die für Ludwig XIV. günstigen Friedensschlüsse von Nimwegen 1678 und Saint-Germain 1679 brachten Frankreich den Gebietszuwachs am Oberrhein (Elsass, Lothringen, Freiburg) und die Freigrafschaft Burgund. An diesem Feldzug waren neben etlichen eidgenössischen Freikompanien auch die Schweizer Garden und die ersten 5 Schweizer Linienregimenter beteiligt.
| Bezeichnung, Einsatzdauer         | (59fra) Regiment Stuppa, der Ältere, 2. Schweizer Regiment, 1672–1792 |
| Jahr, Vertragspartner             | 1672, König Ludwig XIV. mit Graubünden. |
| Bestand, Formation                | 2'400 Mann in 12 Kompanien. |
| Herkunft Kader, Truppe            | Aus Graubünden. |
| Besitzer, Kommandant, Namensgeber | Kommandanten waren: - 1672: Gardeoberst Johann Peter Stuppa aus Chiavenna, 1672 zum Brigadier ernannt, 1676 zum Generalleutnant der französischen Armee befördert, 1674–1688 zum Generaloberst aller Schweizer und Bündner Truppen ernannt und 1685 mit dem Kommando des Schweizer Garde-Regiments betraut; - 1701: Regiment Brendlé, Jost Brändle, 49. Linienregiment; - 1738: Regiment von Seedorf, Jean-Balthasar de Fégely de Seedorf; - 1752: Regiment von Boccard, François Jean-Philippe de Boccard; - 1782: Regiment von Salis-Samaden, Vinzenz Guido von Salis-Sils. |
| Einsatz, Ereignisse               | Zahlreiche Feldzüge, insbesondere im Holländischen Krieg, im Spanischen Erbfolgekrieg in Oudenaarde 1708, Malplaquet 1709, Douai 1710 und Denain 1712, im Polnischen Thronfolgekrieg der Rheinfeldzug (1734–1735) mit den Belagerungen von Philippsburg und Ypern, in Flandern, im Elsass und in Brabant (1742–1748) sowie im Österreichischen Erbfolgekrieg. 1791 wurde das Regiment von Salis-Samaden zum 64. Infanterie-Linienregiment und 1792 – unter Entlassung der Schweizer – mit französischen Soldaten neu aufgestellt.                                             |

| Bezeichnung, Einsatzdauer         | (60fra) Regiment von Salis, 3. Schweizer Regiment, 1672–1792 |
| Jahr, Vertragspartner             | 1672, König Ludwig XIV. mit Graubünden. |
| Bestand, Formation                | 2'400 Mann in 12 Kompanien. |
| Herkunft Kader, Truppe            | Aus Graubünden. |
| Besitzer, Kommandant, Namensgeber | Kommandanten waren: - 1672: Gardehauptmann Johann Rudolf von Salis-Zizers, 1674 zum Brigadier der Infanterie und 1688 zum Maréchal de camp befördert; - 1690: Regiment Polier, Jean François Polier; - 1692: Regiment von Reynold, Franz von Reynold; - 1702: Regiment de Castellas (Castella), Albert de Castella, 49. Linienregiment; - 1722: Regiment de Bettens, Georges Mannlich de Bettens, 48. Linienregiment; - 1739: Regiment Monnin, Jean-François Monnin, 50. Linienregiment; - 1756: Regiment Reding, Anton Sebastian Reding, 51. Linienregiment; - 1763: Regiment Pfyffer, Franz Ludwig Pfyffer von Wyher, 51. Linienregiment; - 1768: Regiment von Sonnenberg, Jakob Anton Thüring von Sonnenberg, 68. Linienregiment. |
| Einsatz, Ereignisse               | Zahlreiche Feldzüge, insbesondere im Holländischen Krieg, im Pfälzischen Erbfolgekrieg 1690 in Fleurus, 1692 in Mons und Namur, im Spanischen Erbfolgekrieg oder im Österreichischen Erbfolgekrieg 1746 in Roucoux und 1747 in Lauffeldt. 1791 wurde das Regiment zum 65. Infanterie-Linienregiment und 1792 – unter Entlassung der Schweizer – mit französischen Soldaten neu aufgestellt. |

| Bezeichnung, Einsatzdauer         | (61fra) Regiment Pfyffer, 4. Schweizer Regiment, 1672–1792 |
| Jahr, Vertragspartner             | 1672, König Ludwig XIV. mit Luzern. |
| Bestand, Formation                | 2'400 Mann in 12 Kompanien. |
| Herkunft Kader, Truppe            | Aus Luzern. |
| Besitzer, Kommandant, Namensgeber | Kommandanten waren: - 1672: Franz Pfyffer von Wyher; - 1689: Regiment Hessy, Gabriel Hässi; - 1729: Regiment Burky, Joseph Protais Burky, 51. Linienregiment; - 1737: Regiment Tschudi, Peter Tschudi, 51. Linienregiment; - 1740: Regiment Vigier, Franz Joseph Wilhelm Vigier von Steinbrugg, 51. Linienregiment; - 1756: Regiment de Castella, Rudolf von Castella, 51. Linienregiment. |
| Einsatz, Ereignisse               | Zahlreiche Feldzüge, insbesondere im Holländischen Krieg, im Pfälzischen Erbfolgekrieg, im Spanischen Erbfolgekrieg und im Österreichischen Erbfolgekrieg. 1791 wurde das Regiment zum 66. Infanterie-Linienregiment, 1792 – unter Entlassung der Schweizer – mit französischen Soldaten neu aufgestellt und 1966 aufgelöst.                                                               |

| Bezeichnung, Einsatzdauer         | (62fra) Regiment Greder, 54. Linienregiment, 5. Schweizer Regiment, 1673–1792 | (62fra) Regiment Greder, 54. Linienregiment, 5. Schweizer Regiment, 1673–1792 |
| Jahr, Vertragspartner             | 1672, König Ludwig XIV. mit Solothurn. | 1672, König Ludwig XIV. mit Solothurn.                                        |
| Bestand, Formation                | 2'400 Mann in 12 Kompanien. | 2'400 Mann in 12 Kompanien.                                                   |
| Herkunft Kader, Truppe            | Aus Solothurn. |                                                                               |
| Besitzer, Kommandant, Namensgeber | Kommandanten waren: - 1673: Oberst Wolfgang Greder, 1688 zum Brigadier befördert; - 1691: Regiment Greder, Ludwig Greder, Sohn des Vorgenannten, 54. Linienregiment; - 1703: Regiment Greder, Balthasar Greder, jüngerer Bruder des Vorgenannten, 54. Linienregiment; - 1714: Regiment d’Affry, Franz d’Affry, 54. Linienregiment; - 1734: Regiment Wittmer, Johann-Babptist Andreas Wittmer, 54. Linienregiment; - 1757: Regiment Waldner, Christian Friedrich Dagobert Waldner (Graf) von Freudenstein, 54. Linienregiment; - 1783: Regiment de Vigier, Joseph Robert de Vigier, 54. Linienregiment. |                                                                               |
| Einsatz, Ereignisse               | Zahlreiche Feldzüge, insbesondere im Holländischen Krieg, im Pfälzischen Erbfolgekrieg in Fleurus, im Spanischen Erbfolgekrieg, im Polnischen Thronfolgekrieg 1734 bei Parma und im Österreichischen Erbfolgekrieg. 1791 wurde es zum 69. Infanterie-Linienregiment und 1792 – mit verbliebenen 600 freiwilligen Schweizern – durch Aufstockung mit französischen Soldaten wieder auf den Sollbestand gebracht. |                                                                               |

1672, beim Angriff auf Holland im Holländischen Krieg, verfügte Ludwig XIV. über ein Eroberungsheer von 40 französischen Infanterie-Regimentern mit 56'000 Mann, 12 fremden Infanterie-Regimentern (je 5 Schweizer, Engländer und Schotten sowie je 1 Italiener und Deutsches) mit 30'000 Mann, 78 Kavallerie-Regimentern mit 25'000 Pferden, 93 Geschützen und einer gewaltigen Menge Belagerungsmaterial. Aber er setzte die Schweizer, entgegen der Militärkapitulation, für einen Offensivkrieg und das Berner Regiment von Erlach gegen Protestanten ein. Dessen Meuterei wurde zwar drakonisch unterdrückt, aber in der Eidgenossenschaft schlug die Stimmung für Holland um. 1676 zog Oberst David von Wattenwyl mit einem Regiment von 2'400 Mann (3 Bataillone mit 4 Kompanien à 200 Mann) aus Bern und Zürich mit einer 10-jährigen (privaten) Partikularkapitulation in die General-Staaten und zeichnete sich 1678 insbesondere in der Schlacht von St. Denis aus. Eine wachsende Anzahl Berner und auch Bündner Offiziere quittierten den französischen Dienst und warben in Holland an.
| Bezeichnung, Einsatzdauer         | (63fra) Regiment Stuppa, der Jüngere, 6. Schweizer Regiment, 1677–1792 |
| Jahr, Vertragspartner             | 1677, König Ludwig XIV. mit Johann Baptist Stuppa, ohne Bewilligung der eidgenössischen Behörden. |
| Bestand, Formation                | 1'600 Mann aus 8 Freikompanien gebildet. |
| Herkunft Kader, Truppe            | Aus den Freikompanien Stuppa und von Salis (Graubünden), den Kompanien Leisler (Bern), Paravicini (Graubünden), Russinger (Basel), Gleresse (Freiburg) sowie Jaeger und Baumgartner (Solothurn). |
| Besitzer, Kommandant, Namensgeber | Kommandanten waren: - 1677: Johann Baptist Stuppa, vor 1672 Inhaber einer Freikompanie in französischen Diensten, 1672–1673 Oberstleutnant im Regiment seines älteren Bruders Johann Peter Stuppa, 1686 zum Brigadier befördert, starb 1692 an einer Verwundung aus der Schlacht bei Steenkerke, wo er gemeinsam mit seinem Bruder gekämpft hatte; - 1692: Regiment Surbeck, Johann Jakob Surbeck, ab 1696 zum Maréchal de camp befördert und 1696–1711 vertreten durch Pierre de Grenus aus Genf; - 1714: Regiment von Hemel, Hans Jakob von Hemel, Bürger der Fürstabtei St. Gallen, 62. Linienregiment; - 1729: Regiment Besenval, Karl Jakob Besenval von Brunnstatt, 62. Linienregiment; - 1739: Regiment de La Cour au Chantre, Abraham-Hubert de Joffrey de la Cour-au-Chantre aus Vevey, 62. Linienregiment; - 1748: Regiment de Grandvillars, Gaspard-Etienne de Barbaud de Grandvillars aus Mühlhausen, 62. Linienregiment; - 1749: Regiment de Balthazar, Jean-Alexandre de Balthasar>, 62. Linienregiment; - 1754: Regiment von Planta, Ludwig August von Planta-Wildenberg, 62. Linienregiment; - 1760: Regiment d’Arbonnier, Louis-Frédéric d’Arbonnier de Dizy, 62. Linienregiment; - 1763: Regiment Jenner, Samuel Jenner, 62. Linienregiment; - 1774: Regiment d’Aubonne, Paul Rodolphe d’Aubonne, 79. Linienregiment; - 1783: Regiment de Châteauvieux, Jacques André Lullin de Châteauvieux aus Genf, 79. Linienregiment. |
| Einsatz, Ereignisse               | Zahlreiche Feldzüge, insbesondere in den 1680er Jahren Kämpfe auf Sizilien und an der französischen Südgrenze gegen Spanien sowie 1689 gegen die Vereinigten Niederlande, im Pfälzischen Erbfolgekrieg entscheidend bei Neerwinden, in fast allen Hauptschlachten des Spanischen Erbfolgekrieges und im Österreichischen Erbfolgekrieg. Im Regiment Châteauvieux brach 1790, in Abwesenheit des Kommandanten, in Nancy eine Meuterei aus, die mit Todesurteilen endete. 1791 wurde das Regiment zum 79. Infanterie-Linienregiment und 1792 – unter Entlassung der Schweizer – mit französischen Soldaten neu aufgestellt. |

1678 beim Friedensschluss von Nijmegen standen immer noch 25'400 Schweizer unter französischen Fahnen:
| Bestand Mann | Einheit                                | Kommandant                                                                                           |
| 100          | Leibgarde «Hundertschweizer»           | Kapitänleutnant Georg Niklaus von Diesbach                                                           |
| 2'900        | Schweizer Garde-Regiment               | Oberst Franz Jakob von Stäffis-Molondin                                                              |
| 2'400        | Schweizer Regiment von Erlach          | Gardehauptmann Johann Jakob von Erlach                                                               |
| 2'400        | Schweizer Regiment Stuppa, der Ältere  | Generalleutnant Johann Peter Stuppa, Generaloberst aller Schweizer und Bündner Truppen in Frankreich |
| 2'400        | Schweizer Regiment Pfyffer             | Brigadier Franz Pfyffer von Wyher                                                                    |
| 2'400        | Schweizer Regiment Greder              | Oberst Wolfgang Greder                                                                               |
| 2'400        | Schweizer Regiment Stuppa, der Jüngere | Oberst Johann Baptist Stuppa                                                                         |
| 8'000        | 40 Freikompanien von 200 Mann          | Schweizer Hauptleute                                                                                 |
| 25'400       | Total Eidgenossenschaft                | Schweizer Offiziere                                                                                  |

| Bezeichnung, Einsatzdauer         | (64fra) Regiment Salis-Soglio, 7. Schweizer Regiment, 1690–1792 |
| Jahr, Vertragspartner             | 1677, König Ludwig XIV. mit Graubünden. |
| Bestand, Formation                | 2'400 Mann in 12 Kompanien. |
| Herkunft Kader, Truppe            | Aus Graubünden. |
| Besitzer, Kommandant, Namensgeber | Kommandanten waren: - 1690: Johann Baptista von Salis-Soglio, aus der Casa Antonio in Soglio, «Salis, der Jüngere», 1689 Oberstleutnant im Regiment Stuppa dem Jüngeren, 1690 zum Oberst und 1693 zum Brigadier befördert; - 1702: Regiment von May, Hans Rudolf von May, 75. Linienregiment; - 1715: Regiment Buisson, Amy Buisson, 75. Linienregiment; - 1721: Regiment de Diesbach, François Philippe de Diesbach-Steinbrugg, 75. Linienregiment; - 1764: Regiment de Diesbach, Romain de Diesbach de Belleroche, 75. Linienregiment; - 1785: Regiment de Diesbach, Ladislas de Diesbach de Belleroche, Sohn des Vorgenannten, 75. Linienregiment; - 1791: Regiment von Diesbach, Rudolf von Diesbach, 75. Linienregiment. |
| Einsatz, Ereignisse               | Zahlreiche Feldzüge, insbesondere im Pfälzischen Erbfolgekrieg, in fast allen Schlachten des Spanischen Erbfolgekrieges und – in der Zwischenphase in Garnison in den festen Plätze Huy, Charleroi, Ypern, Namur und Gent – im Österreichischen Erbfolgekrieg bei Lauffeld. 1791 wurde das Regiment zum 85. Infanterie-Linienregiment und 1792 – unter Entlassung der Schweizer – mit französischen Soldaten neu aufgestellt. |

| Bezeichnung, Einsatzdauer         | (65fra) Regiment de Courten, «Walliser Regiment», 8. Schweizer Regiment, 1690–1792 |
| Jahr, Vertragspartner             | 1690, König Ludwig XIV. mit dem Wallis, basierend auf dem Vertrag von 1663. |
| Bestand, Formation                | 2'400 Mann in 12 Kompanien. |
| Herkunft Kader, Truppe            | Aus dem Wallis. Die 12 Kompanien gehörten: 1 («La Colonelle») Jean-Etienne de Courten, 2 («La Lieutenant-Colonelle») Melchior-François de Courten, 3 de Marclésy, 4 Morency, 5 Ambüel, 6 Kalbermatten, 7 An den Matten, 8 de Monthey, 9 Hyacinthe de Courten, 10 Burgener, 11 von Riedmatten und 12 von Supersaxo. |
| Besitzer, Kommandant, Namensgeber | Die sechs Kommandanten stammten alle aus der Familie de Courten: - 1690: Jean Etienne de Courten, Fähnrich der Schweizergarden wurde 1690 zum Oberst, 1696 zum Brigadier, 1704 zum Maréchal de camp und 1721 zum Generalleutnant befördert; - 1723: Regiment de Courten, Melchior-François de Courten, Cousin des Vorgenannten; - 1724: Regiment de Courten, Pierre-Anne de Courten, Sohn des Vorgenannten; - 1744: Regiment de Courten, Maurice de Courten, Bruder des Vorgenannten; - 1766: Regiment de Courten, Ignace-Antoine-Pancrace de Courten; - 1790: Regiment de Courten, Jean-Antoine de Courten. |
| Einsatz, Ereignisse               | Zahlreiche Feldzüge insbesondere: - im Pfälzischen Erbfolgekrieg in Flandern bei Namur, Steenkerke, Charleroy, Neerwinden, Dixmude, Dense und nochmals Namur; - in fast allen Schlachten des Spanischen Erbfolgekrieges, wo 1703 in Flandern bei Ekeren Melchior-François verwundet und sein 15-jähriger Sohn François-Louis getötet wurde, später in den Cevennen gegen die Kamisarden, ab 1706 im Süden bei Barcelona und bei der Eroberung der Insel Mallorca. - Nach dem Frieden von Baden 1714 wurde das Regiment auf 2 Bataillone reduziert und in Landau in der Pfalz in Garnison gelegt. - Im Polnischen Thronfolgekrieg – wieder auf 4 Bataillone erhöht – kämpfte das Regiment in der französischen Armee am Rhein bei der Eroberung von Trier und Tröerbach. - Im Österreichischen Erbfolgekrieg hielt das Regiment bei Fontenoy unter grossen Verlusten gegen die Engländer und ermöglichte der französischen Verstärkung den Sieg und war auch beteiligt bei Lauffeld. - Nach seiner Teilnahme am Siebenjährigen Krieg in Deutschland folgte ein eher monotones Garnisonsleben quer durch Frankreich. 1791 wurde das Regiment zum 86. Infanterie-Linienregiment und 1792 – unter Entlassung der Schweizer – mit französischen Soldaten neu aufgestellt. Von den dabei entlassenen 972 Regimentsangehörigen traten 22 Offiziere und 166 Unteroffiziere und Soldaten freiwillig ins 21. französische Jäger-Bataillon zu Fuss (französisch: 21e bataillon de chasseurs à pied) über. Die Übrigen kehrten nach Hause zurück. Den Sold mussten die Hauptleute aus der eigenen Tasche bezahlen bzw. dafür Kredite aufnehmen. Es dauerte noch einige Jahre, bis die französische Regierung die Schuld mit Schuldscheinen beglich, die die Hälfte ihres ursprünglichen Wertes allerdings bereits verloren hatten! |

Der Spanische Erbfolgekrieg (1701–1714) wurde nach dem Tode 1700 des kinderlosen letzten spanischen Habsburgers, König Karls II. von Spanien, um seine Nachfolge geführt. Frankreichs Ludwig XIV. und seine Verbündeten (Kurköln, Savoyen und das Kurfürstentum Bayern) kämpften gegen die Haager Große Allianz um den österreichisch-habsburgischen Kaiser Leopold I. (das Heilige Römische Reich, England bzw. Grossbritannien und die Niederlande). Die hauptsächlichen Kriegshandlungen fanden teilweise gleichzeitig im Süden des Heiligen Römischen Reiches, in Flandern und Brabant, in Oberitalien, in Spanien und in den nordamerikanischen Kolonien statt. Letztlich gelang es Frankreichs Bourbonen, ihren Philipp V. als König von Spanien durchzusetzen. Damit wurde die auch heute wieder amtierende Dynastie der spanischen Bourbonen begründet.
| Bezeichnung, Einsatzdauer         | (66fra) Hilfskorps Spanien, 1702–1715                                                                                             |
| Jahr, Vertragspartner             | 1701, König Ludwig XIV. mit Luzern für ein ausserordentliches Hilfskorps für den Spanischen Erbfolgekrieg mit beschränkter Dauer. |
| Bestand, Formation                | 1 Regiment von 1'800 Mann mit 9 Kompanien von 200 Mann.                                                                           |
| Herkunft Kader, Truppe            | Aus Luzern. |
| Besitzer, Kommandant, Namensgeber | Kommandant war: Oberst Ludwig Christoph Pfyffer von Wyher aus Luzern.                                                             |
| Einsatz, Ereignisse               | Verwendung im Spanischen Erbfolgekrieg.                                                                                           |

Als König Ludwig XIV. – an Wundbrand an seinem linken Bein – 1715 in Versailles starb, hatte die Vormachtstellung in Europa endgültig von Habsburg zu den Bourbonen gewechselt. Es waren aber auch bereits zwei Nachfolgegenerationen vor dem grossen König gestorben. Der Thron sollte an den Urenkel von Ludwig XIV. übergehen.

## Beteiligte beim Ende der französisch-habsburgischen Machtkämpfe und Verlust von Kolonien 1733–1763

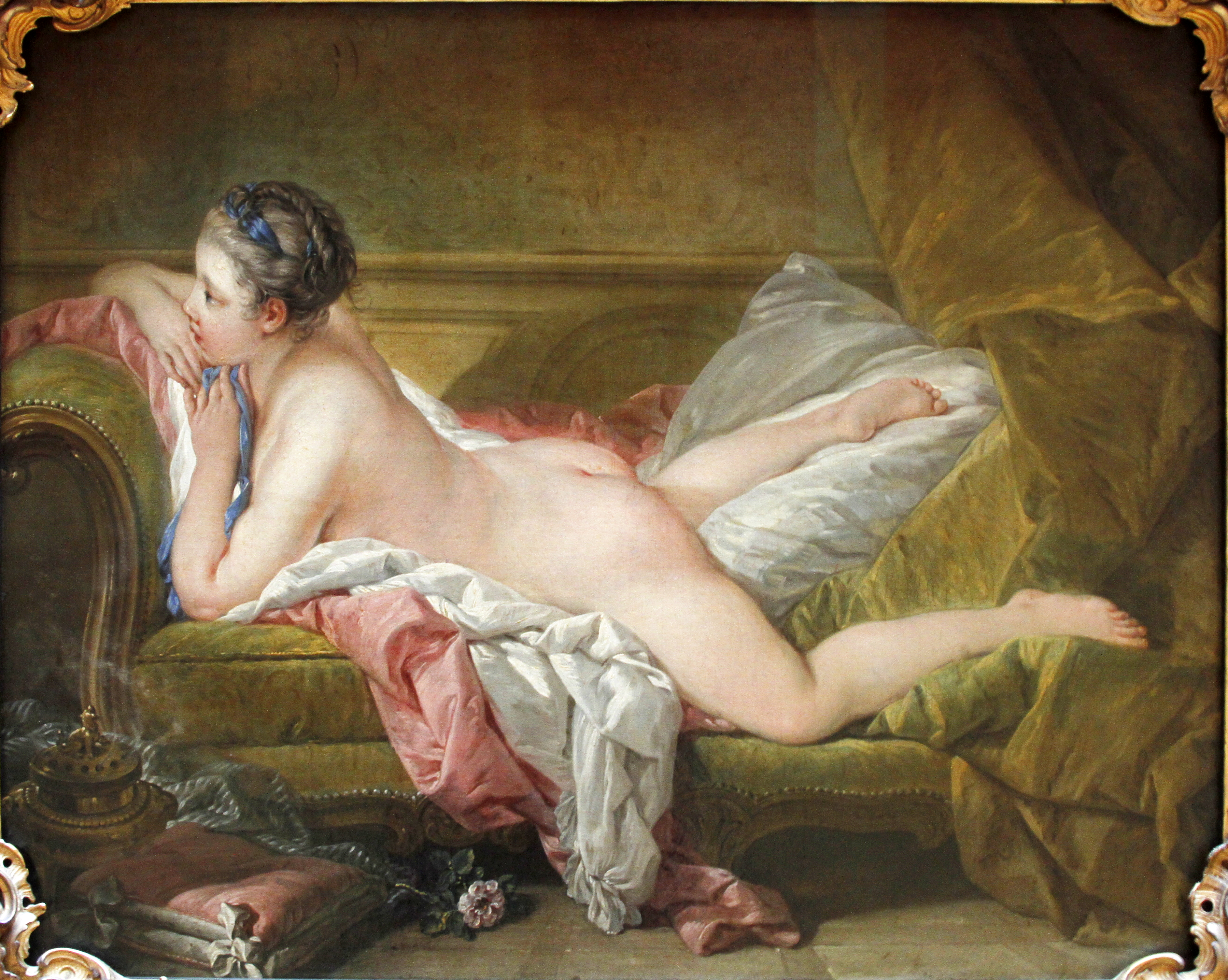
Marie-Louise O’Murphy, die versuchte, Madame de Pompadour zu verdrängen

Ludwig XV. war 1715, als Enkel von Ludwigs XIV. einzigem legitimem Sohn und als dritter noch lebender Spross von dessen ältestem männlichem Nachkommen, erst fünf Jahre alt. Die Regentschaft für den Minderjährigen fiel an Herzog Philippe II. von Orléans, einen Cousin seines Grossvaters. Ludwig XV. wurde mit dreizehn volljährig und heiratete zwei Jahre später die polnische Prinzessin Maria Leszczyńska. Er übernahm 1726 mit sechzehn die Regierung und ernannte Kardinal Fleury, seinen Hauslehrer, dank dem er zu einem der intelligentesten Bourbonen geworden sein soll, zum Leitenden Minister. Nach dessen Tod 1743 ging das Amt an Étienne-François de Choiseul.
Ludwig XV., heute vor allem durch seine Mätressenbeziehungen bekannt, hatte durchaus auch Erfolge zu feiern. Bei der Hochzeit 1737 von Herzog Franz Stephan mit Maria Theresia von Österreich und dessen Verzicht auf seine Stammlande gegen den Tausch mit dem Erbe von Ludwigs polnischer Frau gewann er das Herzogtum Lothringen für Frankreich. Er fand auch den Machtausgleich mit Habsburg und beendete die jahrhundertelangen Auseinandersetzungen. 1763 konnte er Korsika von Genua übernehmen und behaupten. In den ersten Jahrzehnten entwickelte er auch kräftig die amerikanische Kolonie Louisiana. Im Siebenjährigen Krieg verlor er jedoch wieder grosse Teile davon und in den Karnatischen Kriegen auch seiner Besitzungen in Indien an England.
| Bestände         |
| Funktion         |
| Oberst           |
| Major            |
| Kaplan           |
| Kapitän-Leutnant |
| Leutnant         |
| Unter-Leutnant   |
| Fähnrich         |
| Wachtmeister     |
| Korporal         |
| Trabant          |
| Tambour-Major    |
| Tambour          |
| Pfeifer          |
| Feldscher        |
| Marketender      |
| Soldat           |
| Total            |

| 1. Kompanie    |
| «La Colonelle» |
| 1              |
| 1              |
| 1              |
| 2              |
| 2              |
| 2              |
| 2              |
| 12             |
| 18             |
| 4              |
| 1              |
| 6              |
| 2              |
| 1              |
| 1              |
| 147            |
| 200            |

| 2. Kompanie bzw. 3. Kompanie |                |
| Halbkompanie 1               | Halbkompanie 2 |
| –                            | -              |
| –                            | -              |
| –                            | -              |
| 1                            | 1              |
| 1                            | 1              |
| 1                            | 1              |
| 1                            | 1              |
| 4                            | 4              |
| 6                            | 6              |
| 2                            | 2              |
| –                            | -              |
| 2                            | 2              |
| –                            | -              |
| 1                            | -              |
| 1                            | -              |
| 80                           | 82             |
| 100                          | 100            |

| 4. Kompanie |
| ungeteilt   |
| -           |
| -           |
| -           |
| 1           |
| 2           |
| 1           |
| 1           |
| 8           |
| 12          |
| 4           |
| -           |
| 4           |
| 1           |
| 1           |
| 1           |
| 164         |
| 200         |

| Feldzeichen |
|             |
|             |

| Detachement in Louisbourg |          |           |
| Jahr                      | Soldaten | Offiziere |
| 1722                      | 49       | 1         |
| 1724                      | 98       | 2         |
| 1741–1745                 | 147      | 3         |

| Detachement in Quebec |          |           |
| Jahr                  | Soldaten | Offiziere |
| 1747–1749             | 29       | 1         |

| Bezeichnung, Einsatzdauer         | (68fra) Regiment von Travers, 9. Schweizer Regiment, 1734–1792 |
| Jahr, Vertragspartner             | 1734, König Ludwig XIV. mit Graubünden. |
| Bestand, Formation                | 1 Regiment von 2'400 Mann mit 12 Kompanien von 200 Mann. |
| Herkunft Kader, Truppe            | Aus Graubünden. |
| Besitzer, Kommandant, Namensgeber | Kommandanten waren: - 1734: Johann Viktor von Travers von Ortenstein; - 1740: Regiment von Salis-Soglio, Hieronymus von Salis-Soglio; - 1744: Regiment von Salis Mayenfeld, Karl Ulysses von Salis-Maienfeld, 99. Linienregiment; - 1762: Regiment von Salis-Marchlins, Anton von Salis-Marschlins. |
| Einsatz, Ereignisse               | Verwendung im Polnischen und im Österreichischen Erbfolgekrieg. Das Regiment wurde 1791 zum 95. Infanterie-Linienregiment und 1792 – unter Entlassung der Schweizer – mit französischen Soldaten neu aufgestellt.                                                                                   |

| Bezeichnung, Einsatzdauer         | (69fra) Regiment Lochmann, «Zürcher Regiment», 10. Schweizer Regiment, 1752–1792 |
| Jahr, Vertragspartner             | 1752, König Ludwig XIV. mit Zürich. |
| Bestand, Formation                | 1 Regiment von 2'400 Mann mit 12 Kompanien von 200 Mann. |
| Herkunft Kader, Truppe            | Aus Zürich. |
| Besitzer, Kommandant, Namensgeber | Kommandant war: - 1752: Oberst Ulrich Lochmann, aus Zürich, 1758 zum Brigadier und 1761 zum Maréchal de camp befördert; - 1777: Regiment von Muralt, Johannes von Muralt; - 1782: Regiment Steiner, Hans Jakob Steiner. |
| Einsatz, Ereignisse               | Verwendung im Garnisonsdienst in Frankreich. Das Regiment wurde 1791 zum 97. Infanterie-Linienregiment und 1792 – unter Entlassung der Schweizer – mit französischen Soldaten neu aufgestellt.                          |

| Bezeichnung, Einsatzdauer         | (70fra) Regiment von Eptingen, «Fürstbischöflich», 11. Schweizer Regiment, 1758–1792 | (70fra) Regiment von Eptingen, «Fürstbischöflich», 11. Schweizer Regiment, 1758–1792 |
| Jahr, Vertragspartner             | 1758, König Ludwig XIV. mit dem Fürstbischof von Basel, Josef Wilhelm Rink von Baldenstein. |                                                                                      |
| Bestand, Formation                | 1 Regiment von 2'400 Mann mit 12 Kompanien von 200 Mann. |                                                                                      |
| Herkunft Kader, Truppe            | Aus Basel. |                                                                                      |
| Besitzer, Kommandant, Namensgeber | Kommandanten waren: - 1758: Johann Baptist von Eptingen, 1762 zum Brigadier und 1770 zum Maréchal de camp befördert; - 1783: Regiment von Schönau (Schonau), Franz Xaver Anton von Schönau; - 1786: Regiment von Reinach, Sigismund von Reinach-Steinbrunn. |                                                                                      |
| Einsatz, Ereignisse               | Verwendung 1769 bei der Eroberung von Korsika und vor allem im Garnisonsdienst in Frankreich. Das Regiment wurde 1791 zum 100. Infanterie-Linienregiment und 1792 – unter Entlassung der Schweizer – mit französischen Soldaten neu aufgestellt.            |                                                                                      |

| Bezeichnung, Einsatzdauer         | (0fra) Schweizergarden der Prinzen, Compagnie des Suisses de Monsieur/ Compagnie des Suisses de Monsieur le Comte d'Artois, 1771/1773–1792 | (0fra) Schweizergarden der Prinzen, Compagnie des Suisses de Monsieur/ Compagnie des Suisses de Monsieur le Comte d'Artois, 1771/1773–1792 |
| Jahr, Vertragspartner             | 1771 und 1773, Bewilligung von König Ludwig XV. für je eine Kompanie Schweizergarden für zwei Enkel, mit besonderen Anforderungen an Herkunft und Aussehen(!) der Offiziere, eigenen Dienstgraden der Kader sowie speziellen Privilegien, insbesondere für Sold, Verpflegung, medizinische Betreuung und Unterkunft. | |
| Bestand, Formation                | je 1 Kompanie von 28 – 32 Mann. | |
| Herkunft Kader, Truppe            | Keine eigentliche Schweizer Truppe. Das Offizierskorps rekrutierte sich aus ausgesuchten Familien des französischen Hochadels und die übrigen Kader ebenfalls aus dem Adel Frankreichs. Die Mannschaft bildeten sogenannte Gardeschweizer.                                                                           | |
| Besitzer, Kommandant, Namensgeber | Kommandanten waren die Prinzen Louis Stanislas Xavier und Charles Philippe. | |
| Einsatz, Ereignisse               | Mit Zierdegen und Pike bewaffnet, waren diese beiden Schweizergarden nur als Palastwachen tauglich. Sie wurden spätestens 1791 aufgelöst. | |

Die ganze Regierungszeit traf Ludwig XV. auf grossen Widerstand im Adel, der sich gegen jede Staatsreform sträubte. 1753 wurde sogar ein Attentat auf ihn verübt.
Nachdem er 1756 alle Schweizer Regimenter (mit Ausnahme der Garden) wegen knapper Finanzen auf 2 Bataillone mit 720 Mann reduziert hatte, legte Ludwig XV. in der Kapitulation von 1764 mit den katholischen Kantonen die Bestände für alle stehenden Regimenter neu fest. In Friedenszeiten sollten sie aus 2 Bataillonen mit 9 Kompanien bestehen (1 Grenadier- und 8 Füsilierkompanien). Eine Kompanie hatte 66 Mann (3 Offiziere, 4 Wachtmeister, 1 Fourier, 8 Korporale, 8 Gefreite, 40 Soldaten, 2 Tambouren) und in Kriegszeiten 103 Mann zu stellen. Das Privileg der erblichen Kompanien wurde abgeschafft. 1772 traten auch die protestantischen Orte dieser Übereinkunft bei, die den Oberst der Garde zum Generalleutnant, die Hauptleute zum Maréchal de camp und die Leutnants zum Oberstleutnant beförderte.
Schliesslich, als er die Situation in Frankreich sich gegen seinen Thron zu wenden glaubte, verbot er den Jesuitenorden, 1770 sogar die Parlamente und schickte die obersten Richter und Beamten ins Gefängnis oder in die Verbannung. 1774 erlag er vierundsechzigjährig einer Pockenerkrankung. Der Absolutismus hatte mit ihm jedoch bereits den Zenit überschritten.

## Begleiter in den Untergang 1774–1792
1774 wurde mit dem 19-jährigen Ludwig XVI. endlich wieder ein volljähriger Bourbone König von Frankreich und Navarra. Er war durch den Tod seines Vaters und des älteren Bruders zum Dauphin und zum Nachfolger seines Grossvaters Ludwig XV. geworden. Vier Jahre zuvor war er mit der österreichischen Prinzessin Marie-Antoinette verheiratet worden. Bei Amtsantritt traf er auf ein Frankreich mit hoher Staatsverschuldung, an deren Sanierung mehrere von ihm beauftragte Minister scheiterten.
An Schweizer Truppen verfügte er über die Schweizer Garden und die elf ständigen Schweizer Regimenter seines Vorgängers, die bereits 1764 aus Kostengründen in den Beständen reduziert worden waren. Er erneuerte 1777 letztmals das Bündnis mit der Eidgenossenschaft, liess aber die Anzahl der Regimenter unverändert:
| Bestand Frieden | Bestand Krieg | Einheit                                 |
| 100             | 100           | Leibgarde «Hundertschweizer»            |
| 2'900           | 2'900         | Schweizer Garde-Regiment                |
| 594             | 927           | Schweizer Regiment von Erlach           |
| 594             | 927           | Schweizer Regiment von Boccard          |
| 594             | 927           | Schweizer Regiment von Sonnenberg       |
| 594             | 927           | Schweizer Regiment de Castella          |
| 594             | 927           | Schweizer Regiment Waldner              |
| 594             | 927           | Schweizer Regiment d’Aubonne            |
| 594             | 927           | Schweizer Regiment de Diesbach          |
| 594             | 927           | Schweizer Regiment de Courten           |
| 594             | 927           | Schweizer Regiment von Salis-Marschlins |
| 594             | 927           | Schweizer Regiment Lochmann             |
| 594             | 927           | Schweizer Regiment von Eptingen         |
| 9'534           | 13'5197       | Total Eidgenossenschaft                 |

Ludwig XVI. konzentrierte sich auf den Ausbau der französischen Marine, die nun im Amerikanischen Unabhängigkeitskrieg wieder mit Grossbritannien konkurrieren konnte. Frankreich intervenierte militärisch auf der amerikanischen Seite und gehörte 1783 im Frieden von Paris, der den Dreizehn Kolonien Nordamerikas die Unabhängigkeit gewährte, zu den Siegermächten.
Seine anfängliche Popularität veranlasste ihn, wieder Parlamente zuzulassen. Doch durch den siegreichen Krieg gegen England war die Staatsverschuldung nochmals enorm angestiegen, und die Führungsschichten von Adel, Verwaltung und Kirche waren nicht bereit, ihre Privilegien aufzugeben. Das revolutionäre Gedankengut, das seine Soldaten aus Amerika ins Volksbewusstsein einbrachten, die sogenannte Halsbandaffäre, zwei schlechte Ernten und Versorgungsschwierigkeiten in einem aussergewöhnlich harten Winter lösten schliesslich die Französische Revolution von 1789 aus. Nachdem seine eigenen Versuche zur Behebung der Staatskrise nichts gefruchtet hatten, berief Ludwig XVI. die Generalstände ein, deren Dritter Stand sich schliesslich zur Nationalversammlung entwickelte.
Diese übernahm nach dem Sturm auf die Bastille immer mehr die Kontrolle über das Geschehen und erklärte die absolutistische Monarchie des Königs von Frankreich und Navarra kurzerhand als beendet und rief die konstitutionelle Monarchie des Königs von Frankreich aus. Ludwig XVI. wurde, auch durch eigene Unentschlossenheit, Ungeschick, und nach einem misslungenen Fluchtversuch 1791, immer handlungsunfähiger.

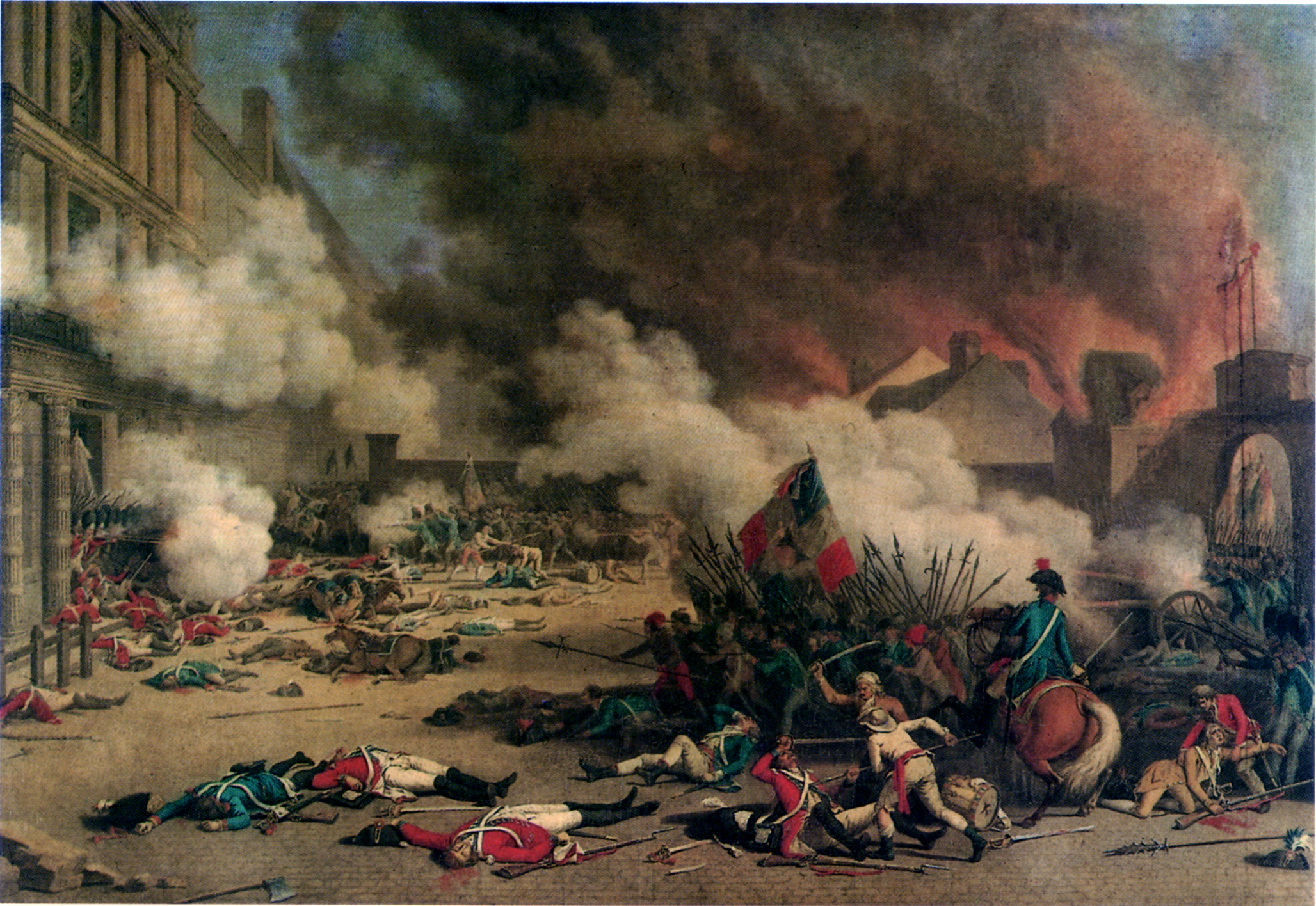
Tuileriensturm, die roten Schweizer werden von den französischen blauen Garden niedergemetzelt

Als die Nationalversammlung im März 1792 alle Schweizer Truppen entliess, rief die Tagsatzung alle 11 ständigen Regimenter (von Wattenwyl, von Salis-Samaden, von Sonnenberg, de Castella, de Vigier, de Châteauvieux, von Diesbach, de Courten, von Salis-Marschlins, von Steiner, von Reinach) und die «Hundertschweizer» zurück. Dem König blieb nur das Garde-Regiment, dessen Bestand durch Schwierigkeiten bei der Rekrutierung auf rund 1'200 Mann abgesunken war. Dessen Kommandant, Charles Philippe, der Graf von Artois und Bruder des Königs, war ins Ausland geflohen. Er wurde durch Generalleutnant Ludwig Augustin d’Affry aus Freiburg vertreten, der gleichzeitig der von der Nationalversammlung vereidigte Kommandant der Militärdivision von Paris und der Île-de-France war. D’Affry, ein politischer Gegner der Königin, hatte im August 1792 «aus gesundheitlichen Gründen» das Kommando über die Garde im Tuilerienpalast an Oberst Jean Roch Frédéric de Maillardoz, ebenfalls aus Freiburg, übergeben. Dieser wurde allerdings schon vor Ausbruch der Feindseligkeiten zusammen mit Maréchal de camp Karl Leodegar von Bachmann bei einer Eskorte des Königs in die Reitschule dort festgesetzt. Das Kommando in den Tuilerien lag deshalb bei Hauptmann Jost Dürler aus Luzern, als es 1792 zum Massaker in den Tuilerien kam. Die Reste des Schweizer Garde-Regiments wurden dabei und später in den Septembermassakern praktisch vollständig vernichtet. Der Nationalkonvent rief daraufhin am 21. September 1792 die Republik aus, setzte den König und seine Familie im grossen Wehrturm fest und machte ihm den Prozess.
Er endete am 21. Januar 1793 mit der Enthauptung Ludwigs XVI. unter der Guillotine durch den Henker Charles Henri Sanson. Königin Marie-Antoinette erlitt das gleiche Schicksal zehn Monate später.

Hinrichtung Ludwigs XVI.

Es war das brutale, blutige Ende der Bourbonen des Ancien Régime. Die Geschichte der Schweizer Truppen in französischen Diensten sollte aber in der Napoleonischen Zeit weitergehen.